# خدمات طبية طارئة

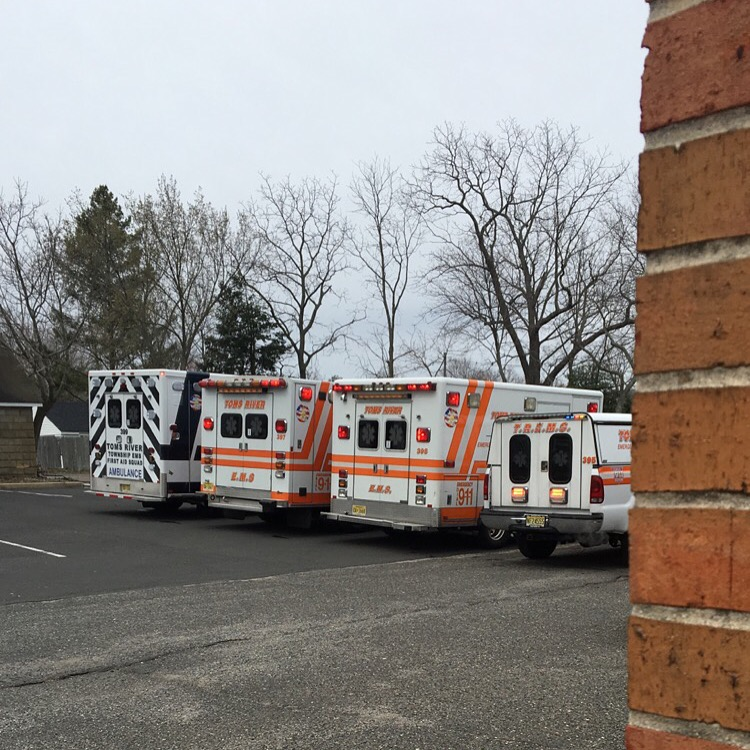
ثلاث سيارات إسعاف وسيارة استجابة متخصصة (على اليمين) في نيوجيرسي.

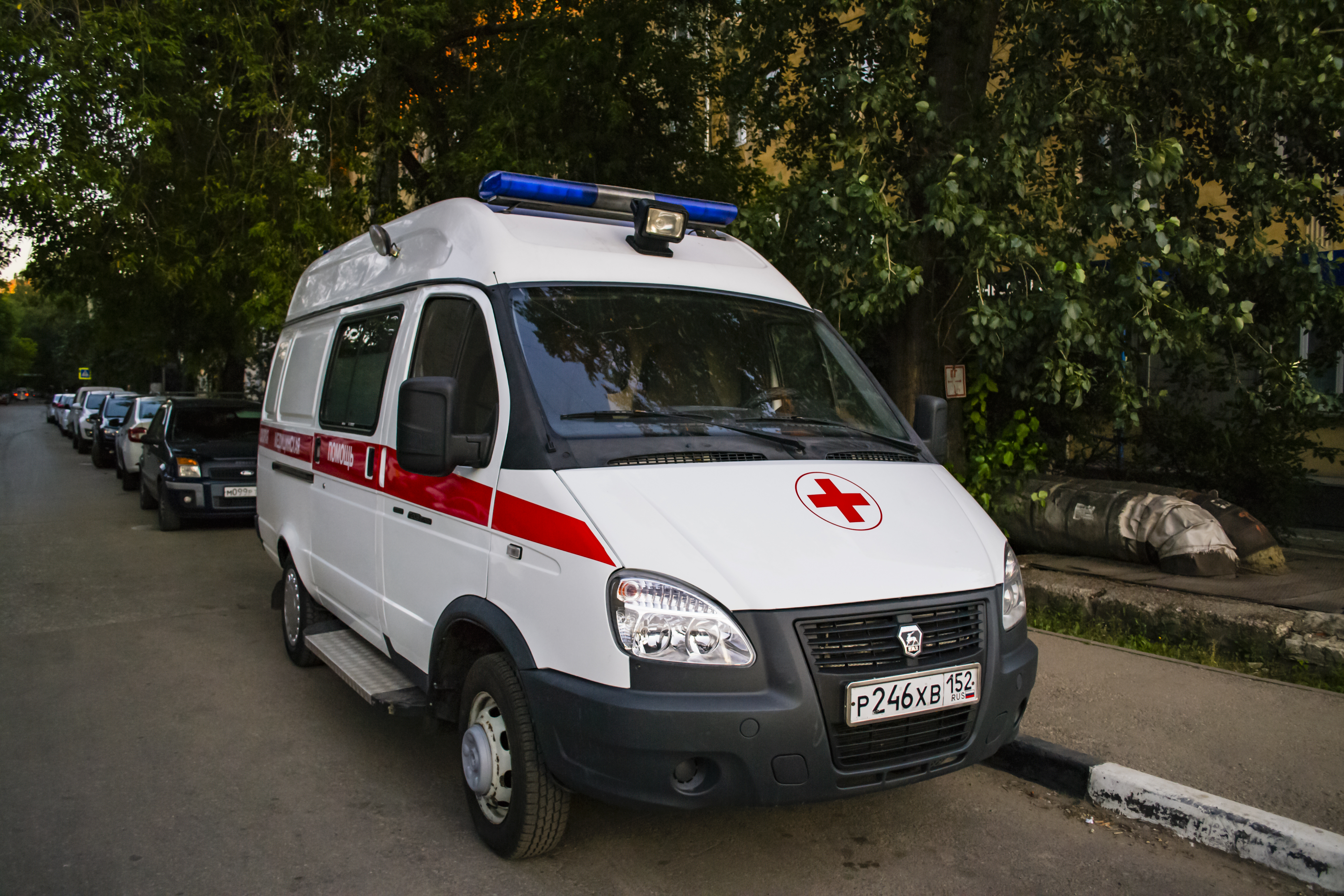
سيارة إسعاف تحمل شعار الصليب الأحمر في نيجني نوفغورود ، روسيا.

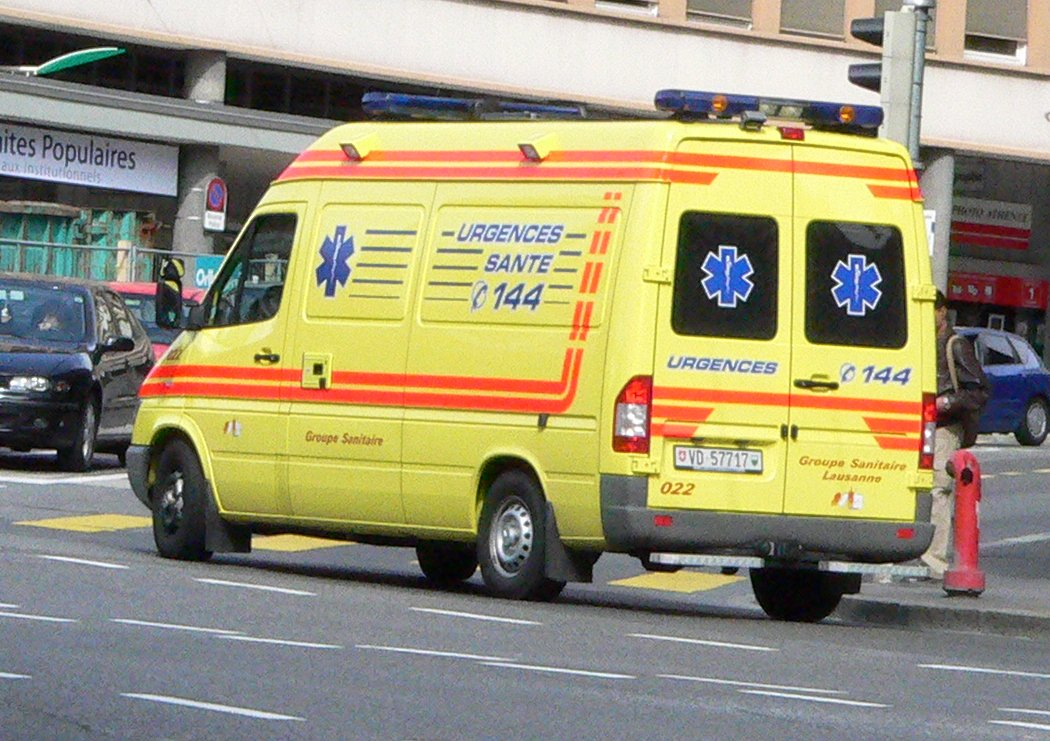
سيارة إسعاف في لوزان (سويسرا) تحمل العديد من نجوم الحياة (تمثل خدمات الطوارئ الطبية).

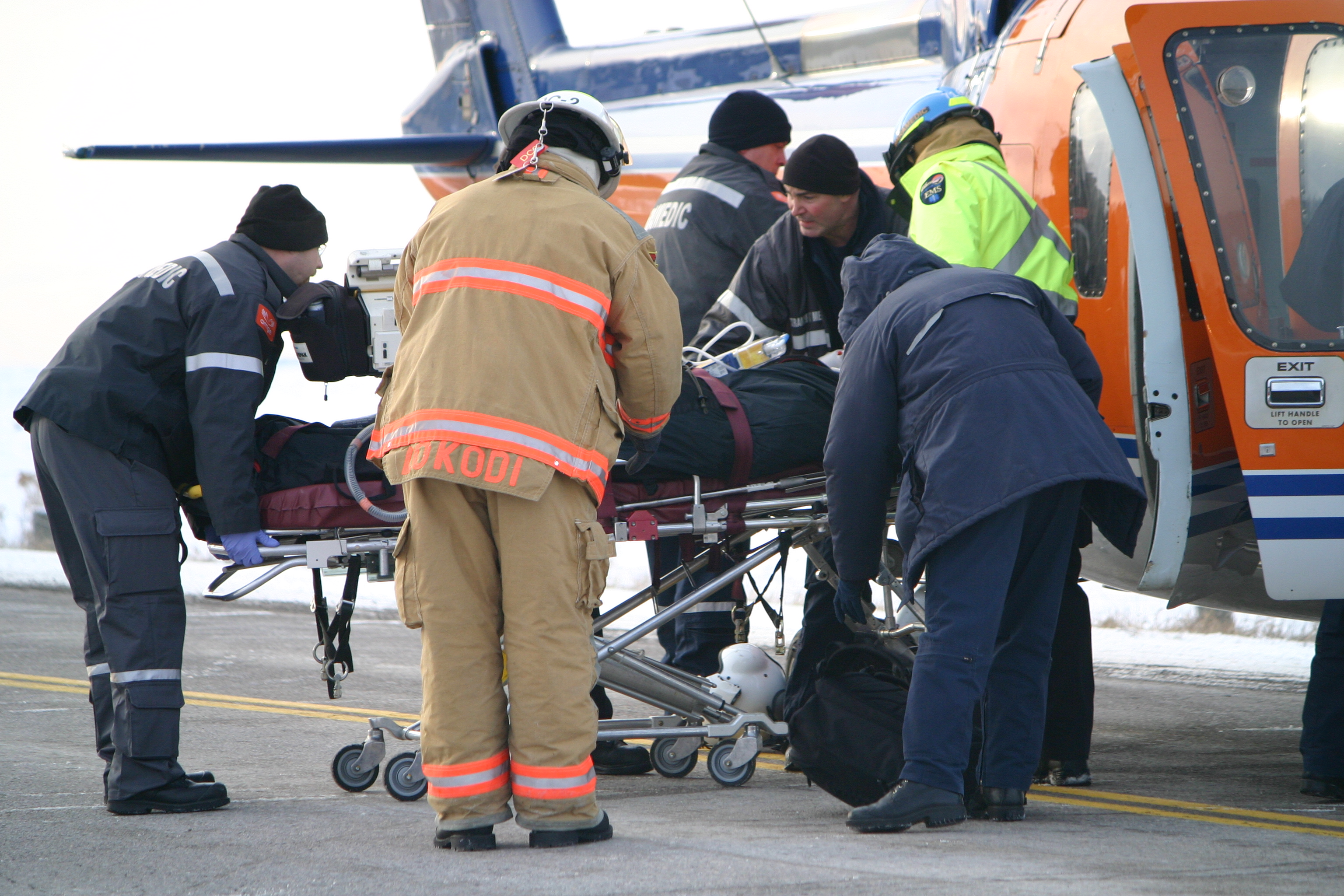
تستعد خدمات الطوارئ الطبية لنقل ضحية حادث سيارة جواً إلى المستشفى في أونتاريو بكندا.

خدمات الطوارئ الطبية (بالإنجليزية: Emergency medical services) واختصارها (إي أم أس)، والمعروفة أيضًا باسم خدمات الإسعاف (بالإنجليزية: ambulance services) أو خدمات إسعاف متقدم (بالإنجليزية: paramedic services)، هي خدمات طوارئ تعالج الأمراض والإصابات التي تتطلب استجابة طبية عاجلة، وتقدم العلاج خارج المستشفى ونقلها إلى رعاية نهائية، وقد تعرف أيضًا باسم فرقة الإسعافات الأولية، فرقة السريعة، فرقة الطوارئ، فرقة الإنقاذ، فرقة الإسعاف، هيئة الإسعاف، فرقة الحياة أو غيرها من علامات الاختصارات مثل (إي ام آ اس) أو (إي ام آ ار اس).
في معظم الأماكن، يمكن استدعاء خدمات الطوارئ الطبية من قبل أفراد الجمهور (إضافة إلى المرافق الطبية وخدمات الطوارئ الأخرى والشركات الأعمال والسلطات) عن طريق رقم هاتف الطوارئ الذي يجعلهم على اتصال مع منشأة مراقبة، والتي سوف ترسل بعد ذلك وسائل مناسبة للتعامل مع الوضع، سيارات الإسعاف هي المركبات الأساسية لتقديم الخدمات الطبية الطارئة، على الرغم من أن البعض يستخدم أيضًا السيارات أو دراجات الإسعاف النارية أو الطائرات أو القوارب، قد تقوم وكالات خدمات الطبية الطارئة أيضًا بتشغيل خدمة نقل المرضى غير الطارئة، وبعضها لديها وحدات لعمليات الإنقاذ الفنية مثل حوادث السيارات، إنقاذ المياه، والبحث والإنقاذ.
كملجأ أول، توفر خدمات الطوارئ الطبية العلاج في موقع الحدث لمن يحتاجون إلى رعاية طبية عاجلة، إذا تم اعتبار ذلك ضروريًا، فسيتم تكليفهم بنقل المريض إلى نقطة الرعاية التي تليها، هذا هو على الأرجح قسم الطوارئ في المستشفى، تاريخياً، لم تنقل سيارات الإسعاف المرضى إلا للرعاية، ويظل هذا هو الحال في أجزاء من العالم النامي والمتطور، تم تعميم مصطلح «الخدمة الطبية الطارئة» عندما بدأت هذه الخدمات في التركيز على التشخيص والعلاج في مكان الحادث، في بعض البلدان، جزء أساسي من طلبات الخدمة الطبية الطارئة لا يؤدي إلى نقل المريض إلى المستشفى.
تختلف مستويات التدريب والكفاءة لأعضاء وموظفي خدمات الطوارئ الطبية على نطاق واسع في جميع أنحاء العالم، في بعض الأنظمة، قد يكون الأعضاء حاضرين مؤهلين فقط لقيادة سيارات الإسعاف، بدون تدريب طبي، في المقابل، تحتوي معظم الأنظمة على موظفين يحتفظون بشهادات الإسعافات الأولية الأساسية على الأقل، مثل دعم الحياة الأساسي (بي أل أس)، في البلدان الناطقة باللغة الإنجليزية، يُعرفون بتقنيو طب الطوارئ (أي ام تي) وضُباط الإسعاف المتقدم (باراميدك)، مع وجود تدريب إضافي مثل مهارات دعم الحياة المتقدمة (آ ال اس)، يوفر الأطباء والممرضون أيضًا رعاية ما قبل المستشفى بدرجات متفاوتة في بلدان مختلفة.

## التاريخ

### السلائف
تم تقديم رعاية الطوارئ في هذا المجال بأشكال مختلفة منذ بداية التاريخ المسجل، يحتوي العهد الجديد على مثال السامري الصالح، والذي يتم فيه رعاية رجل تعرض للضرب على يد سامري، لوقا - «ذهب إليه وضمد جروحه، سكب الزيت والنبيذ، ثم وضع الرجل على حماره، وأخذه إلى نُزُل وقدم له الرعاية». خلال العصور الوسطى، اشتهر الفرسان بتقديم المساعدة للجنود الجرحى في ساحة المعركة.
جاء أول استخدام لسيارة الإسعاف كوسيلة متخصصة في المعركة مع سيارات الإسعاف الطائرة التي صممها دومينيك جان لاري (1766–1842)، كبير جراحي نابليون بونابرت، كان لاري حاضراً في معركة سبيرز، بين الفرنسيين والبروسيين، وأبدى حزنه لحقيقة أن الجنود الجرحى لم يتم التقاطهم بواسطة سيارات الإسعاف العديدة (الذي طلب نابليون أن يتمركز على بعد ميلين ونصف من مسرح المعركة) حتى بعد توقف الأعمال العدائية، وبدأت في تطوير نظام إسعاف جديد، بعد أن قرر عدم استخدام نظام نورمان من نقالة الخيول، استقر على العربات التي تجرها الخيول ذات العجلتين أو الأربع، والتي كانت تستخدم لنقل الجنود الذين سقطوا من ساحة المعركة، بعد أن تلقوا العلاج المبكر. تمت الموافقة على مشاريع لاري الخاصة بـ «سيارات الإسعاف الطائرة» لأول مرة من قبل لجنة السلامة العامة في عام 1794، دخل لاري بعد ذلك خدمة نابليون خلال الحملات الإيطالية في عام 1796، حيث تم استخدام سيارات الإسعاف لأول مرة في أوديني وبادوفا وميلانو، وقام بتكييفها سيارات الإسعاف الخاصة به حسب الظروف، حتى تطوير نقالة التي يمكن أن تحمل جمل كحملة في مصر.

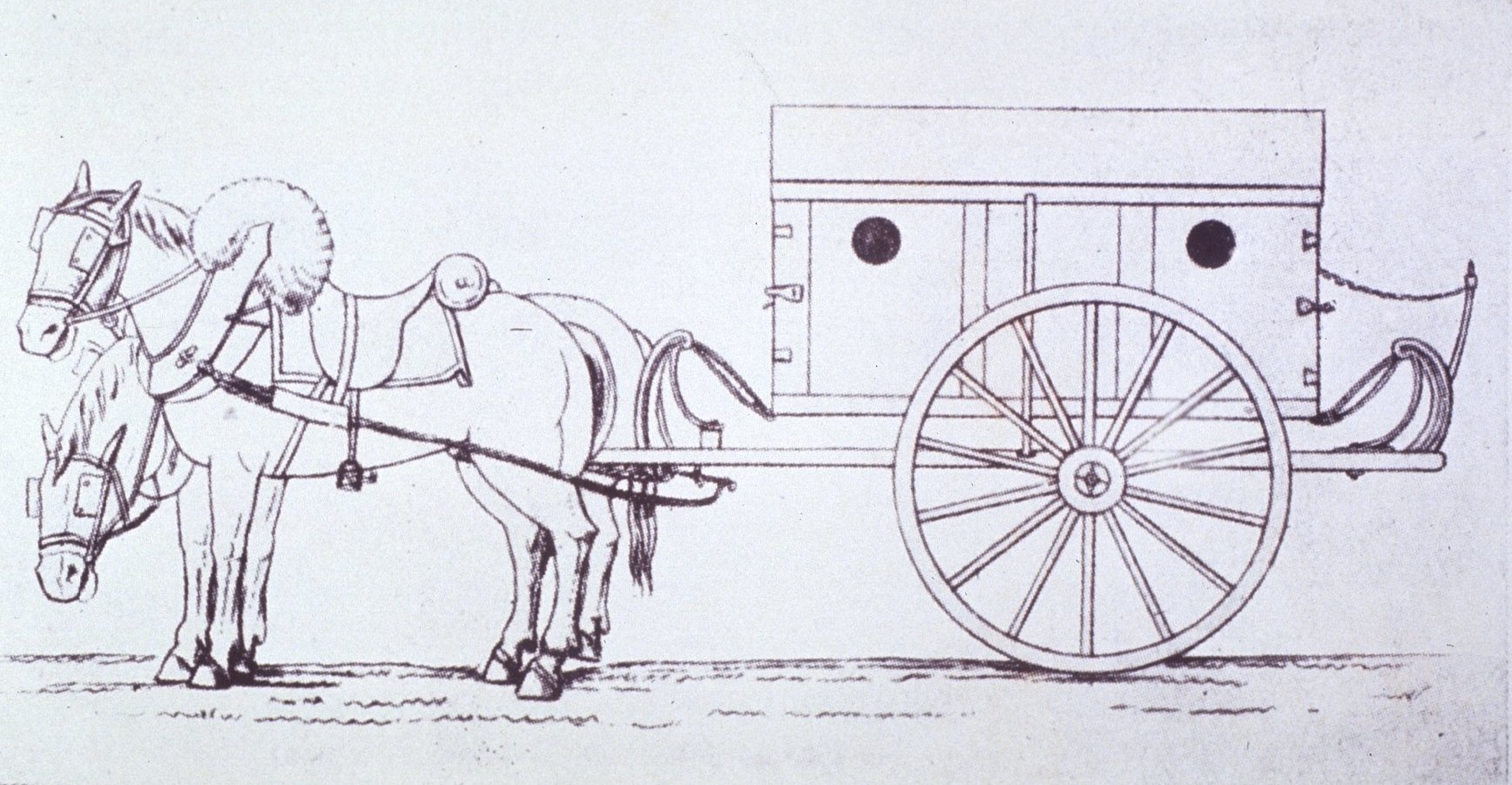
سحب إحدى سيارات الإسعاف التابعة لاري.

### سيارات الإسعاف المدنية المبكرة
تم تصنيع تقدم كبير (والذي سيأتي في السنوات المقبلة لصياغة السياسة المتعلقة بالمستشفيات وسيارات الإسعاف) مع إدخال عربة نقل لمرضى الكوليرا في لندن خلال عام 1832، وقال البيان الصادر على العربة، كما هو مطبوع في ذي تايمز، «تبدأ العملية العلاجية فور وضع المريض في العربة، يتم توفير الوقت الذي يمكن إعطاؤه لرعاية المريض، قد يتم نقل المريض إلى المستشفى بسرعة كبيرة بحيث تكون المستشفيات أقل عددًا وتتواجد على مسافات أكبر من بعضها البعض» هذه العقيدة من سيارات الإسعاف التي توفر رعاية فورية، مما يسمح للمستشفيات بالمزيد من التباعد، وتعرض نفسها في التخطيط الطبي الحديث للطوارئ.

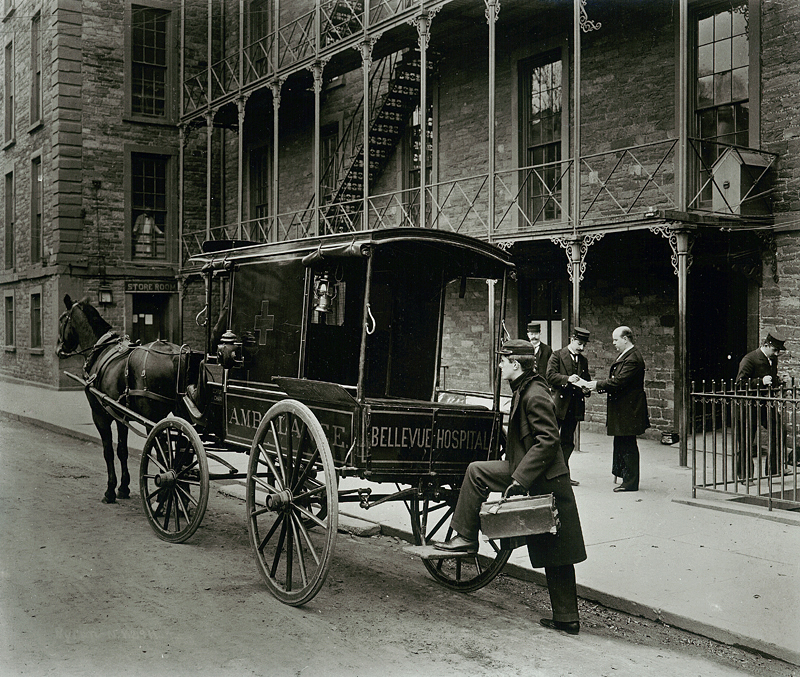
سيارة إسعاف في مستشفى بلفيو تجرها الخيول في مدينة نيويورك، 1895.

أول خدمة إسعاف مقرها المستشفى تعمل خارج المستشفى التجاري، سينسيناتي، أوهايو (الآن تسمى سينسيناتي جنرال) بحلول عام 1865، وسرعان ما تبع ذلك خدمات أخرى، ولا سيما خدمة نيويورك المقدمة من مستشفى بلفيو والتي بدأت في عام 1869 بسيارات الإسعاف التي تحمل معدات طبية، مثل الجبائر ومضخة المعدة والمورفين والبراندي، والتي تعكس الطب المعاصر.
تم تأسيس خدمة إسعاف مبكرة أخرى من قبل جارومي موندي والكونت ويلكزيك وإدوارد لاميزان سالينز في فيينا بعد الحريق المأساوي الذي اندلع في رينجثيتير فيينا في عام 1881، أطلق عليه اسم «جمعية الإنقاذ الطوعية في فيينا»، وكان بمثابة نموذج لمجتمعات مماثلة في جميع أنحاء العالم.
في يونيو 1887 تم إنشاء سانت جون لتقديم خدمات الإسعافات الأولية والإسعاف في المناسبات العامة في لندن، تم تصميمه على طراز القيادة والانضباط على الطراز العسكري.

### المحركات

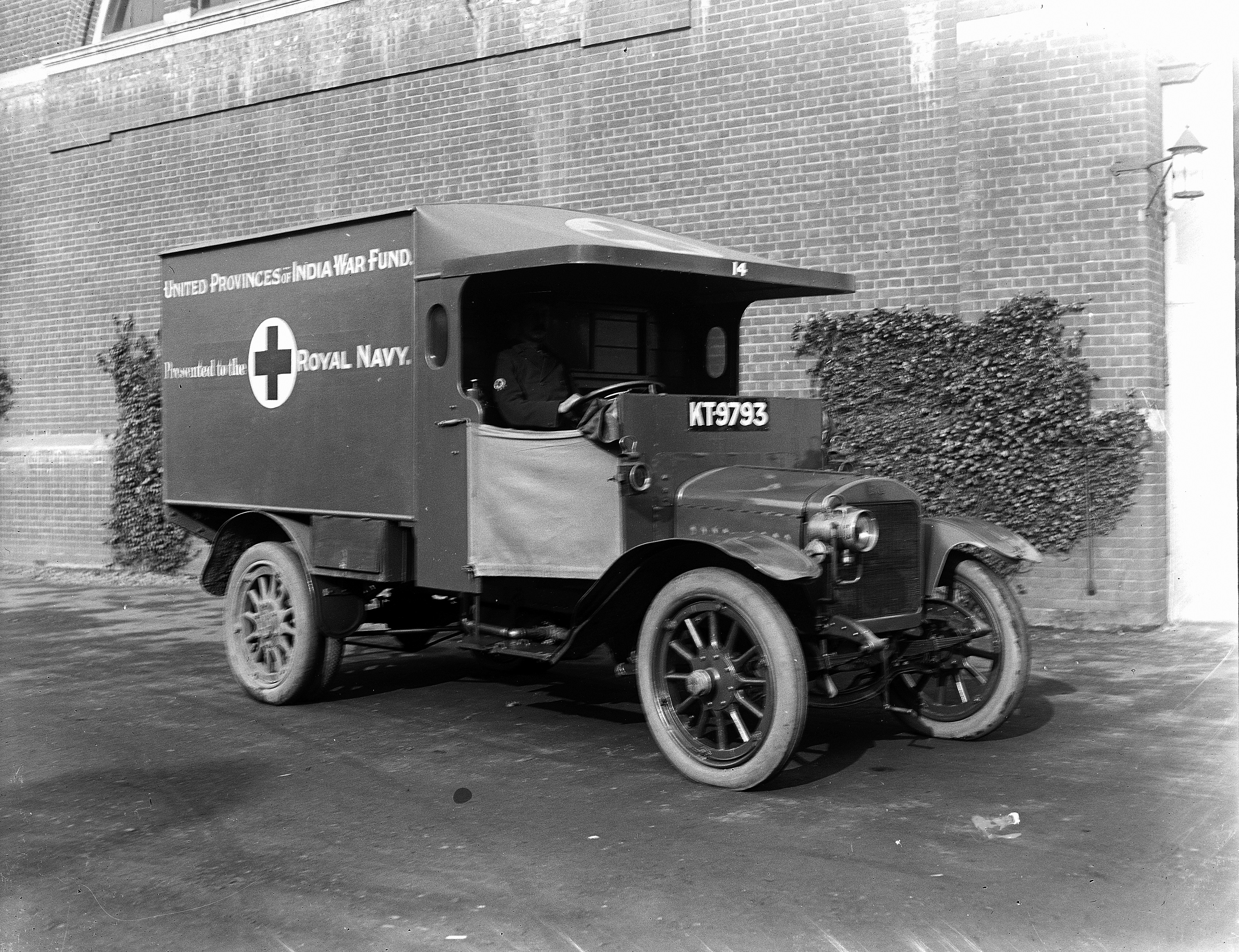
سيارة إسعاف تابعة للبحرية الملكية أثناء الحرب العالمية الأولى

في أواخر القرن التاسع عشر، تم تطوير السيارة، بالإضافة إلى النماذج التي تجرها الخيول، كانت سيارات الإسعاف في أوائل القرن العشرين تعمل بالبخار والوقود والكهرباء؛ مما يعكس تقنيات السيارات المنافسة في ذلك الوقت، ومع ذلك، تم تشغيل أول سيارة إسعاف مزودة بمحركات في العام الأخير من القرن التاسع عشر، حيث استقبل مستشفى مايكل ريس في شيكاغو أول سيارة إسعاف للسيارات، تبرع بها 500 من رجال الأعمال المحليين البارزين، في فبراير 1899، وأعقب ذلك في عام 1900 مدينة نيويورك، التي أثنت على فضائلها المتمثلة في زيادة السرعة، والمزيد من الأمان للمريض، والتوقف بشكل أسرع، وركوب أكثر سلاسة، تم تشغيل سيارتي الإسعاف كهربائياً بواسطة محركين بقوة حصان على المحور الخلفي.
يدعي المؤرخون الأمريكيون أن أول مكون في العالم لرعاية المواطنين قبل دخول المستشفى بدأ في عام 1928، عندما بدأ «جوليان ستانلي وايز طاقم ببرنامج إنقاذ حياة رونوك لإنقاذ والإسعافات الأولية في روانوك، فرجينيا، التي كانت أول فرقة إنقاذ على اليابسة في الدولة.» يتعارض المؤرخون الكنديون مع مدينة تورنتو بدعوى «تم إجراء أول تدريب رسمي للقابلات في عام 1892.»[بحاجة لمصدر]
خلال الحرب العالمية الأولى، تم إحراز مزيد من التقدم في توفير الرعاية قبل وأثناء النقل، تم إدخال جبيرة الجر أثناء الحرب العالمية الأولى، ووجد أن لها تأثيرًا إيجابيًا على معدل الأمراض والوفيات في المرضى الذين يعانون من كسور في الساق، أصبحت أجهزة الراديو ذات الاتجاهين متوفرة بعد فترة وجيزة من الحرب العالمية الأولى، مما أفاد إرسال الإشارات إلى سيارات الإسعاف بشكل أكثر كفاءة في بعض المناطق قبل الحرب العالمية الثانية، كانت هناك بعض المناطق التي كانت فيها سيارة إسعاف حديثة تحمل معدات طبية متطورة، وكان يعمل بها طبيب، وتم إرسالها عبر الراديو، ومع ذلك، في العديد من المواقع، كانت سيارات الإسعاف كعربة الموتى، وهي السيارة الوحيدة المتاحة التي يمكن أن تحمل مريض راقد، وبالتالي كانت تدار في كثير من الأحيان من قبل منازل الجنائزية، هذه المركبات، التي يمكن أن تخدم أي من الغرضين، كانت تعرف باسم السيارات المختلطة.

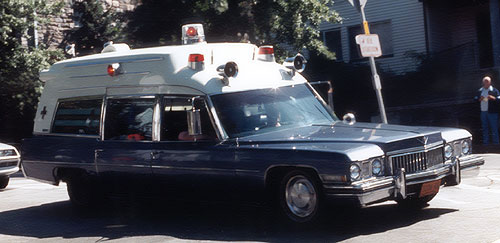
سيارة إسعاف كاديلاك ميلر نيزك عام 1973. لاحظ السقف المرتفع، مع مساحة أكبر للحاضرين والمرضى

قبل الحرب العالمية الثانية، كانت المستشفيات توفر خدمة الإسعاف في العديد من المدن الكبيرة، مع النقص الحاد في القوى العاملة الذي فرضته المجهود الحربي، أصبح من الصعب على العديد من المستشفيات الحفاظ على عمليات الإسعاف، سلمت حكومات المدينة في كثير من الحالات خدمات الإسعاف إلى الشرطة أو إدارة الإطفاء، لا توجد قوانين تتطلب الحد الأدنى من التدريب لموظفي الإسعاف ولا توجد برامج تدريب تتجاوز الإسعافات الأولية الأساسية، في العديد من دوائر الإطفاء، أصبحت مهمة واجب الإسعاف شكلاً غير رسمي من العقاب.

### نهوض الخدمات الطبية الطارئة الحديثة
أدت التطورات التي حدثت في الستينيات، وخاصة تطوير علاج الانعاش القلبي الرئوي وإزالة الرجفان كنموذج قياسي لرعاية السكتة القلبية خارج المستشفى، إلى جانب المستحضرات الصيدلانية الجديدة، إلى تغييرات في مهام سيارات الإسعاف، في بلفاست، أيرلندا الشمالية نجحت أول سيارة إسعاف متنقلة للرعاية التاجية في إنعاش المرضى الذين يستخدمون هذه التقنيات، كان أحد التقارير المعروفة في الولايات المتحدة خلال ذلك الوقت هو الوفاة والإعاقة العرضية، المرض المهملة للمجتمع الحديث، المعروف أيضًا باسم الكتاب الأبيض، وخلص التقرير إلى أن خدمات الإسعاف في الولايات المتحدة تختلف على نطاق واسع في الجودة وغالبا ما كانت غير خاضعة للرقابة وغير مرضية، ضغطت هذه الدراسات على الحكومات لتحسين الرعاية في حالات الطوارئ بشكل عام، بما في ذلك الرعاية التي تقدمها خدمات الإسعاف، أسفرت التقارير الحكومية عن وضع معايير في بناء الإسعاف فيما يتعلق بالارتفاع الداخلي لمنطقة رعاية المرضى (للسماح للمضيف بمواصلة رعاية المريض أثناء النقل)، والمعدات (وبالتالي الوزن) التي كانت بها سيارة الإسعاف، وعدة عوامل أخرى.
في عام 1971، تم نشر تقرير مرحلي في الاجتماع السنوي، من قبل رئيس الرابطة الأمريكية للصدمات، سوني جاستون، دكتور جاستون، أفاد بأن الدراسة كانت عبارة عن "ورقة بيضاء رائعة" "هزت وأيقظت البنية المنظمة بالكامل تم إنشاء هذا التقرير باعتباره "المحرك الرئيسي" وقدم "أكبر مساهمة من نوعها في تحسين خدمات الطوارئ الطبية"، منذ هذا الوقت تم بذل جهد متضافر لتحسين الرعاية الطبية الطارئة في بيئة ما قبل المستشفى، وشملت هذه التطورات الدكتور آر آدمز كاولي إنشاء أول برنامج خدمات طبية طارئة على مستوى الولاية في ولاية ماريلاند.
وكانت التطورات موازية في بلدان أخرى، في المملكة المتحدة، دمج قانون عام 1973 «خدمات الإسعاف المحلية» في وكالات أكبر ووضع معايير وطنية، في فرنسا، تم تأسيس أول وكالات خدمات الطوارئ الطبية الرسمية في السبعينيات.

## المنظمات
اعتمادًا على البلد أو المنطقة داخل البلد أو الحاجة السريرية، قد يتم تقديم خدمات طبية طارئة بواسطة نوع أو أكثر من أنواع المنظمات المختلفة، قد يؤدي هذا الاختلاف إلى اختلافات كبيرة في مستويات الرعاية ونطاق الممارسة المتوقع، تقوم بعض الدول بتنظيم الصناعة عن كثب (وقد تتطلب من أي شخص يعمل في سيارة إسعاف أن يكون مؤهلاً لمستوى محدد)، في حين أن البعض الآخر يسمح بوجود اختلافات كبيرة بين أنواع العاملين.

### خدمة الإسعاف الحكومية

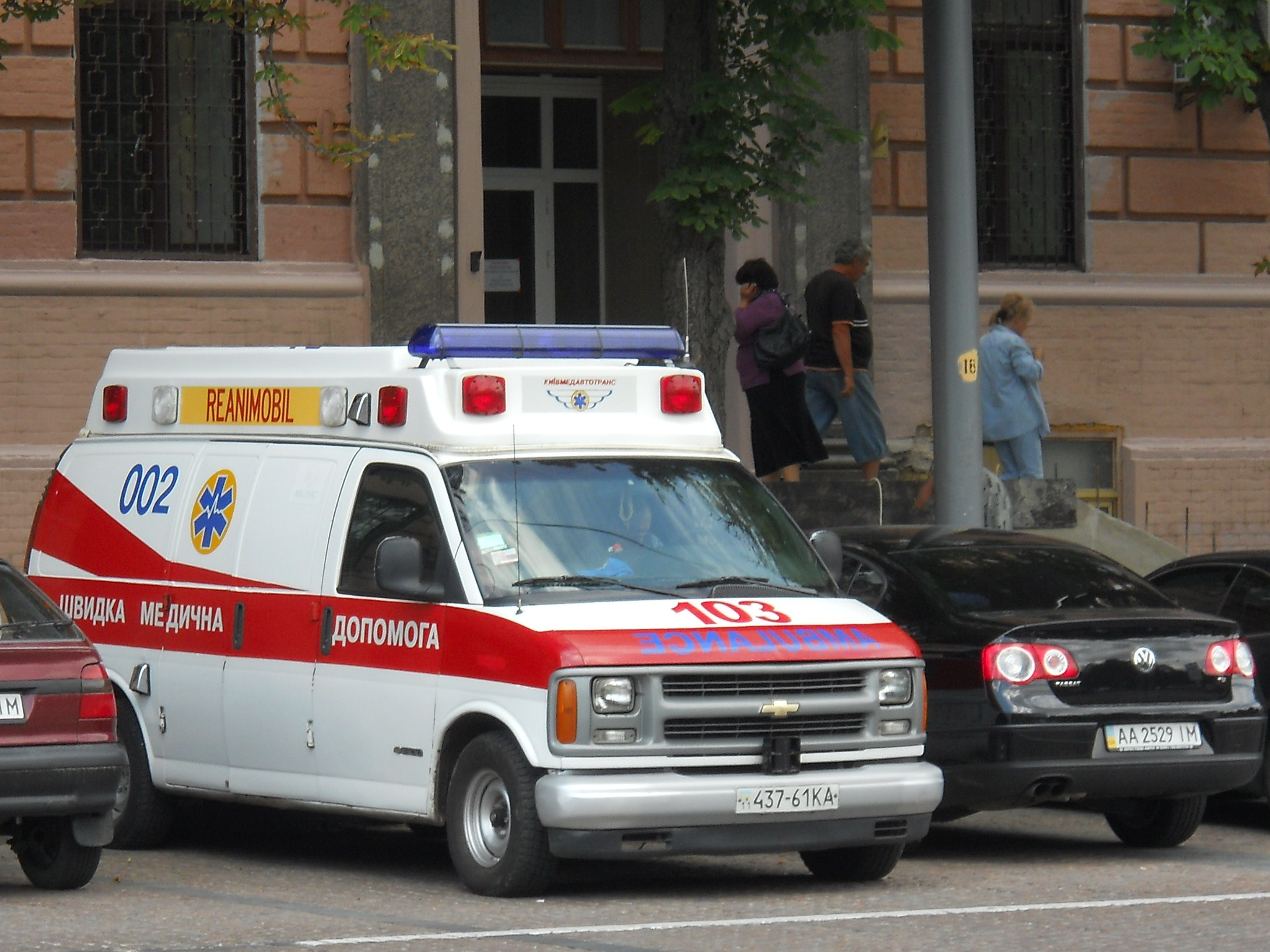
سيارة إسعاف مملوكة للحكومة في كييف، أوكرانيا

تعمل بشكل منفصل (على الرغم من جانب خدمات الإطفاء والشرطة في المنطقة)، يتم تمويل سيارات الإسعاف هذه من قبل الحكومات المحلية أو الإقليمية أو الوطنية، في بعض البلدان، يتم العثور على هذه فقط في المدن الكبرى، بينما في جميع البلدان مثل المملكة المتحدة، تشكل جميع سيارات الإسعاف في حالات الطوارئ تقريباً جزءًا من نظام صحي وطني.
في الولايات المتحدة، يشار غالبًا إلى خدمات الإسعاف التي تقدمها الحكومة المحلية باسم خدمات طبية طارئة «الخدمة الثالثة» (إدارة الإطفاء وإدارة الشرطة ونظام الإدارة البيئية المنفصل الذي يشكل ثلاثي خدمات الطوارئ) من قبل موظفي الخدمة المذكورة، فضلاً عن الخدمات الأخرى، وكذلك غيرهم من المسؤولين والمقيمين في المدينة، يتعين على خدمات الإسعاف الحكومية أيضًا إجراء اختبارات الخدمة المدنية تمامًا مثل دوائر الإطفاء الحكومية والشرطة، في الولايات المتحدة، توظف بعض الوكالات الحكومية الفيدرالية فنيي طب الطوارئ في مستويات دعم الحياة الأساسية والمتقدمة، مثل إدارة المتنزهات الوطنية والمكتب الفيدرالي للسجون.

### خدمة مرتبطة بالحرائق أو الشرطة
في بلدان مثل الولايات المتحدة واليابان وفرنسا وأجزاء من الهند، يمكن تشغيل سيارات الإسعاف عن طريق الحريق المحلي أو خدمات الشرطة، خدمات طبية طارئة القائمة على الحرائق هي النموذج الأكثر شيوعًا في الولايات المتحدة، حيث توفر جميع إدارات مكافحة الحرائق في المناطق المدنية الخدمات طبية طارئة، معظم خدمات الإسعاف في حالات الطوارئ في المدن الكبيرة هي جزء من أقسام مكافحة الحرائق، من النادر إلى حد ما بالنسبة لقسم الشرطة في الولايات المتحدة توفير خدمات طبية طارئة أو الإسعاف، على الرغم من أن العديد من ضباط الشرطة لديهم تدريب طبي أساسي.

### خدمة الإسعاف الخيرية
الجمعيات الخيرية أو الشركات غير الهادفة للربح تدير بعض الخدمات الطبية الطارئة، ويعملون في المقام الأول من قبل المتطوعين، على الرغم من أن البعض قد دفعت موظفين. قد يتم ربط هذه الخدمات بخدمة إطفاء الحرائق التطوعية، وقد يقدم بعض المتطوعين كلتا الخدمتين، تتخصص بعض مؤسسات الإسعاف الخيرية في توفير التغطية في التجمعات والمناسبات العامة (مثل الأحداث الرياضية)، بينما تقدم أخرى الرعاية للمجتمع ككل.
الحركة الدولية للصليب الأحمر والهلال الأحمر هي أكبر مؤسسة خيرية في العالم تقدم خدمات طب الطوارئ، في بعض البلدان، تعمل كخدمة إسعاف خاصة، وتشمل المنظمات الأخرى سانت جون للإسعاف، وسام نقابة مالطا للإسعاف وهاتزاله، وكذلك وكالات التطوع المحلية الصغيرة، في الولايات المتحدة، سيارات الإسعاف التطوعية أكثر ندرة، لكن لا يزال من الممكن رؤيتها في كل من المناطق الحضرية والريفية (على سبيل المثال ،هاتزاله).
توفر بعض الجمعيات الخيرية سيارات إسعاف لنقل المرضى في رحلات أو إجازات بعيدًا عن المستشفيات ودور الرعاية حيث هم في رعاية طويلة الأجل، ومن الأمثلة على ذلك مشروع جمبلانس في المملكة المتحدة.

### خدمة الإسعاف الخاصة
يتم تشغيل بعض سيارات الإسعاف من قبل الشركات التجارية مع الموظفين بأجر، وعادة ما يكون ذلك بموجب عقد مع الحكومة المحلية أو الوطنية، وشبكات المستشفيات، ومرافق الرعاية الصحية وشركات التأمين.
في الولايات المتحدة، توفر شركات الإسعاف الخاصة 911 خدمة طوارئ في المدن الكبيرة وكذلك معظم المناطق الريفية من خلال التعاقد مع الحكومات المحلية، في مناطق الإقليم المحلي أو المدينة التي توفر فيها خدمة 911 الخاصة بها، تقدم الشركات الخاصة تصريفات وتحويلات من المستشفيات وإلى المرافق والمنازل الأخرى المرتبطة بالصحة، في معظم المناطق، تعد الشركات الخاصة جزءًا من خطة الحكومة لكوارث الطوارئ، وتعتمد عليها اعتمادًا كبيرًا على الاستجابة الشاملة لنظام الإدارة البيئية وعلاجها وإنعاشها.
في بعض المناطق، قد تقدم الشركات الخاصة فقط عناصر نقل المرضى الخاصة برعاية الإسعاف (أي غير العاجلة)، ولكن في بعض الأماكن، يتم التعاقد معهم لتوفير رعاية الطوارئ، أو لتشكيل استجابة «من الدرجة الثانية»، حيث يستجيبون فقط لحالات الطوارئ عندما تكون جميع طواقم الإسعاف في حالات الطوارئ بدوام كامل مشغولة، قد يعني هذا أن الحكومة أو أي خدمة أخرى توفر الغطاء «الطارئ»، في حين أن شركة خاصة قد تتهم بـ «إصابات طفيفة» مثل الجروح أو الكدمات أو حتى مساعدة ذوي الإعاقة الحركية إذا وقعوا على الأرض على سبيل المثال واحتاجوا إلى مساعدة للوقوف مرة أخرى، ولكن لا تحتاج إلى علاج، يستفيد هذا النظام من توفير أطقم الطوارئ في جميع الأوقات لحالات الطوارئ الحقيقية، قد تقدم هذه المنظمات أيضًا خدمات تعرف باسم التغطية «الإستعداد» في المواقع الصناعية أو في المناسبات الخاصة، في أمريكا اللاتينية، غالبًا ما تكون شركات الإسعاف الخاصة هي الخدمات الطبية الطارئة الوحيدة المتاحة بسهولة.

### خدمة الطوارئ متحدة
هذه هي وكالات خدمات الطوارئ كاملة الخدمات، والتي قد توجد في أماكن مثل المطارات أو الكليات والجامعات الكبيرة، السمة الأساسية هي أن جميع الأفراد يتم تدريبهم ليس فقط على الخدمات الطبية الطارئة، ولكن كرجل إطفاء وضابط الشرطة، يمكن العثور عليها في البلدات والمدن الأصغر، حيث يكون الطلب أو الميزانية منخفضين للغاية بحيث لا يدعمان الخدمات المنفصلة، تتيح هذه الوظيفة المتعددة الاستفادة القصوى من الموارد المحدودة أو الميزانية، ولكن وجود فريق واحد يستجيب لأي طارئ.

### المستشفى القائم على الخدمة
قد تقدم المستشفيات خدمة الإسعاف الخاصة بها كخدمة للمجتمع، أو عندما تكون رعاية الإسعاف غير موثوق بها أو مقابل رسوم، يعتمد استخدامها على استخدام خدمات المستشفى المزود.

### سيارات الإسعاف الداخلية
العديد من المصانع الكبيرة والمراكز الصناعية الأخرى، مثل المصانع الكيماوية ومصافي النفط ومصانع الجعة والتقطير لديها خدمات الإسعاف التي يقدمها أصحاب العمل كوسيلة لحماية مصالحهم ورفاهية موظفيهم. وغالبًا ما تستخدم هذه المركبات كأداة للاستجابة الأولى في حالة نشوب حريق أو انفجار.

## الأهداف

ست نقاط عن نجمة الحياة

توجد خدمات طبية طارئة للوفاء بالمبادئ الأساسية للإسعافات الأولية، والتي تتمثل في الحفاظ على الحياة ومنع حدوث المزيد من الإصابات وتعزيز الانتعاش، ويتجلى هذا الموضوع الشائع في الطب من قبل «نجمة الحياة»، يتم استخدام «نجمة الحياة» الموضحة هنا، حيث يمثل كل «ذراع» للنجمة واحدة من النقاط الست، لتمثيل المراحل الست من الرعاية عالية الجودة من قبل المستشفى، وهي:
1. الاكتشاف المبكر - لأفراد الجمهور، أو وكالة أخرى، والعثور على الحادث وفهم المشكلة.
2. الإبلاغ المبكر - يقوم أول شخص في الموقع بإجراء مكالمة إلى خدمات الطوارئ الطبية (911) وتقديم التفاصيل لتمكين الرد.
3. الاستجابة المبكرة - يتم إرسال أول رجال إنقاذ متخصصين (خدمات الطبية الطارئة) ويصلون إلى مكان الحادث في أسرع وقت ممكن، مما يتيح بدء الرعاية.
4. رعاية جيدة في المشهد أو الميدان - توفر خدمة الطوارئ الطبية تدخلات مناسبة وفي الوقت المناسب لعلاج المريض في مكان الحادث دون إلحاق المزيد من الأذى.
5. الرعاية أثناء النقل - تقوم الخدمة الطبية الطارئة بتحميل المريض إلى وسيلة النقل المناسبة ومواصلة تقديم الرعاية الطبية المناسبة طوال الرحلة.
6. نقل إلى رعاية نهائية - يتم تسليم المريض إلى مركز رعاية مناسب، مثل قسم الطوارئ في المستشفى، لتقديم الرعاية الطبية.

## إستراتيجيات لتقديم الرعاية

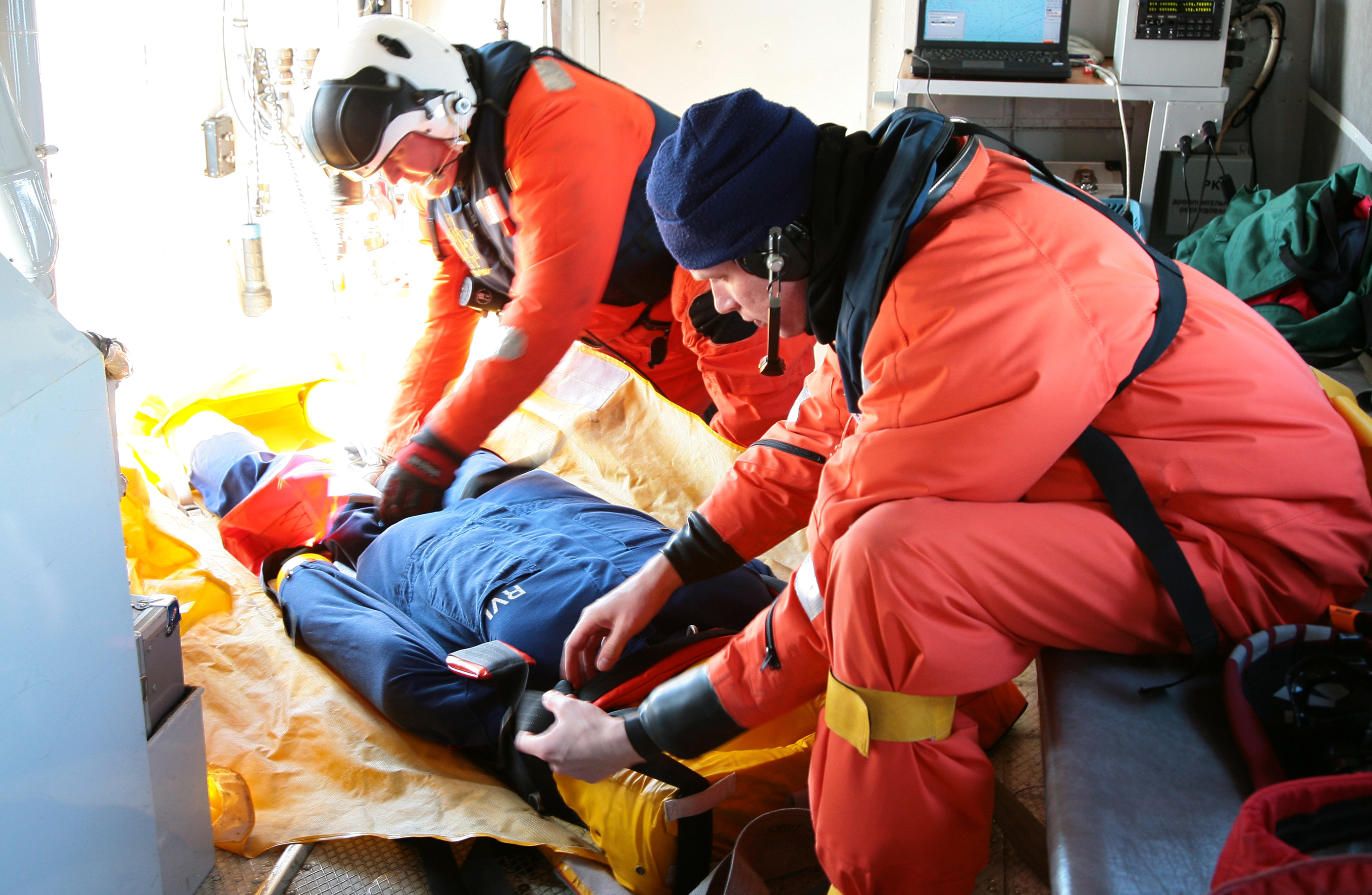
التدريب من أجل الخدمات الطبية الطارئة في إستونيا.

على الرغم من استخدام مجموعة متنوعة من النماذج الفلسفة المختلفة في توفير رعاية خدمات الرعاية الطبية حول العالم، إلا أنه يمكن وضعها بشكل عام في واحدة من فئتين، بقيادة طبيب والآخر بقيادة طاقم صحي متحالف من قبل المستشفى مثل فني طب الطوارئ أو المسعفين، يشار إلى هذه النماذج عادة باسم النموذج الفرنسي الألماني والنموذج الأنجلو أمريكي.
كانت الدراسات غير مقنعة حول ما إذا كان نموذج واحد يحقق نتائج أفضل من الآخر، أشارت دراسة أجريت عام 2010 في مجلة عمان الطبية إلى أن النقل السريع كان إستراتيجية أفضل لحالات الصدمة، في حين أن الاستقرار في المشهد كان إستراتيجية أفضل للسكتة القلبية.

### مستويات الرعاية
العديد من الأنظمة لديها مستويات الاستجابة لحالات الطوارئ الطبية، على سبيل المثال، هناك ترتيب شائع في الولايات المتحدة يتمثل في إرسال محركات الإطفاء أو المتطوعين لتوفير استجابة أولية سريعة لحالات الطوارئ الطبية، بينما يتم إرسال سيارة إسعاف لتوفير علاج متقدم ونقل المريض، في فرنسا، تقدم خدمات الإطفاء وسيارات الإسعاف التابعة لشركة خاصة الرعاية الأساسية، بينما تقدم سيارات الإسعاف الموجودة في المستشفيات مع الأطباء على متنها رعاية متقدمة، في العديد من البلدان، يوفر الإسعاف الجوي مستوى أعلى من الرعاية من سيارة الإسعاف العادية.
من الأمثلة على مستوى الرعاية ما يلي:
- الإسعافات الأولية التي تتكون من المهارات الأساسية التي يتم تدريسها عادة لأفراد الجمهور، مثل الإنعاش القلبي الرئوي والجروح الضمنية وإنقاذ شخص ما من الاختناق.
- دعم الحياة الأساسي واختصارها (بي أل أس) هو أدنى مستوى من التدريب يمكن إجراؤه بواسطة من يعالجون المرضى على سيارة إسعاف، عادة، يشمل تناول بعض الأدوية وبعض العلاجات الغازية (مخترقة للجسم)، يمكن لموظفي دعم الحياة الأساسي إما تشغيل سيارة إسعاف بمفردهم، أو مساعدة زميل طاقم مؤهل أعلى في سيارة إسعاف للدعم الحياة المتقدم، في البلدان الناطقة باللغة الإنجليزية، يُعرف طاقم إسعاف -دعم الحياة الأساسي- بفنيي الطوارئ الطبية أو مساعدي رعاية الطوارئ.
- يتم وضع دعم الحياة الوسيطة (آي أل أس)، والمعروف أيضًا باسم دعم الحياة المتقدم المحدود، بين دعم الحياة الأساسي ودعم الحياة المتقدمة، ولكنه أقل شيوعًا بين كليهما، عادةً ما يكون مزود بدعم الحياة الأساسي مزودًا بمجموعة مهارات موسعة بشكل معتدل، ولكن حيثما يكون موجودًا، فإنه يحل محل دعم الحياة الأساسي.
- دعم الحياة المتقدم لديها مجموعة موسعة إلى حد كبير من المهارات مثل العلاج عن طريق الوريد، بضع الغشاء الحلقي والدرقي وتفسير تخطيط القلب، نطاق استجابة الطبقة العليا هذا يختلف بشكل كبير حسب البلد، عادة ما توفر مسعفو دعم الحيا الأساسي، لكن بعض البلدان تتطلب أن يكون مستوى الرعاية أعلى وتوظيف الأطباء في هذا الدور.
- نقل الرعاية الحرجة (سي سي تي)، والمعروف أيضًا باسم الاسترجاع الطبي، في بعض البلدان (أستراليا ونيوزيلندا وبريطانيا العظمى وكندا) يشير إلى نقل الرعاية الحرجة للمرضى بين المستشفيات، هذه الخدمات هي عنصر أساسي في الأنظمة الإقليمية للعناية بالمستشفيات حيث تتمركز خدمات العناية المركزة في عدد قليل من المستشفيات المتخصصة، مثال على ذلك هو خدمة الطوارئ الطبية للاسترجاع في اسكتلندا، من المحتمل أن يشمل هذا المستوى من الرعاية اختصاصيي الرعاية الصحية التقليديين، أي الممرضين والأطباء الذين يعملون في أماكن ما قبل المستشفى وحتى في سيارات الإسعاف.

### النقل فقط

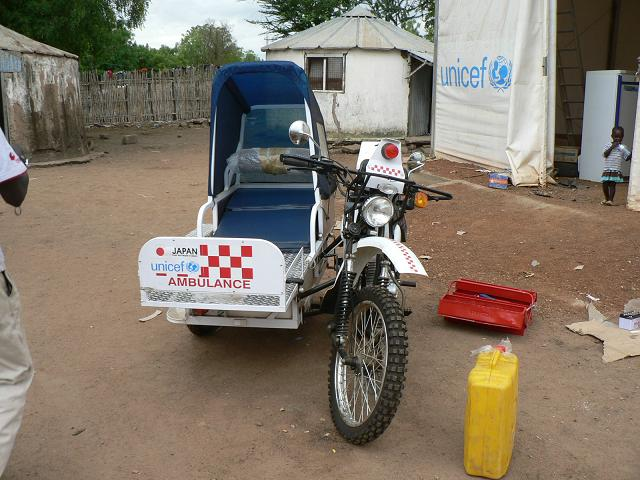
سيارة إسعاف للدراجات النارية في جنوب السودان.

يتم توفير خدمات الطوارئ الطبية الأساسية كعملية نقل فقط، وذلك ببساطة لنقل المرضى من موقعهم إلى أقرب علاج طبي، كان هذا هو الحال تاريخيا في جميع البلدان، لا يزال الأمر كذلك في كثير من دول العالم النامي، حيث يمكن للعاملين مثل سائقي سيارات الأجرة والمتعهدين نقل الناس إلى المستشفى.

### خدمات طبية طارئة المتمحورة حول النقل
يُعرف النموذج الأنجلو أمريكي أيضًا باسم «التحميل والذهاب» أو «المنظور والجري»، في هذا النموذج، يعمل في سيارات الإسعاف مسعفون وفنيو طب الطوارئ، لديهم تدريب طبي متخصص، ولكن ليس بنفس مستوى الطبيب، في هذا النموذج، من النادر العثور على طبيب يعمل فعليًا بشكل روتيني في سيارات الإسعاف، على الرغم من أنه قد يتم نشره في الحالات الكبيرة أو المعقدة، الأطباء الذين يعملون في الخدمات الطبية الطارئة يوفرون الإشراف على عمل أطقم الإسعاف، قد يشمل ذلك مراقبة طبية خارج الخط، حيث تضع بروتوكولات أو «أوامر دائمة» إجراءات العلاج، وقد يشمل ذلك أيضًا التحكم الطبي عبر الإنترنت، حيث يتم الاتصال بالطبيب لتقديم المشورة والترخيص لمختلف التدخلات الطبية.
في بعض الحالات، كما هو الحال في المملكة المتحدة وجنوب أفريقيا وأستراليا، قد يكون المسعف متخصصًا في الرعاية الصحية المستقلة، ولا يتطلب إذن الطبيب لإدارة التدخلات أو الأدوية من القائمة متفق عليها، ويمكنه القيام بأدوار مثل خياطة أو وصف الدواء للمريض، لقد ظهر «التطبيب عن بعد» مؤخرًا في سيارات الإسعاف، على غرار التحكم الطبي عبر الإنترنت، تسمح هذه الممارسة للمسعفين بنقل البيانات عن بعد مثل العلامات الحيوية ووتخطيط القلب إلى المستشفى من الميدان، يتيح ذلك لقسم الطوارئ الاستعداد لعلاج المرضى قبل وصولهم، يسمح هذا لمقدمي المستوى الأدنى (مثل فني طب الطوارئ في السجل الوطني) في الولايات المتحدة باستخدام هذه التقنيات المتقدمة وجعل الطبيب يفسرها، وبذلك يجلب التعرف السريع على الإيقاعات إلى المناطق التي تمدد فيها المسعفين بشكل ضعيف.

### الإصابات الكبيرة
القرار الأساسي في الرعاية قبل دخول المستشفى هو ما إذا كان يجب نقل المريض على الفور إلى المستشفى، أو نقل موارد الرعاية المتقدمة للمريض حيث مكان الاستلقاء، يتجلى أسلوب «المنظور والجري» في مروحية الإخلاء الطبي الجوي، في حين يتم تمثيل «البقاء واللعب» بواسطة وحدة إنعاش الطوارئ المتنقلة الفرنسية والبلجيكية أوالألمانية.
تعتمد الإستراتيجية التي تم وضعها لرعاية ما قبل دخول المستشفى في أمريكا الشمالية على نظرية «الساعة الذهبية»، أي أن أفضل فرصة للضحية الذي تعرض للرضوض للبقاء على قيد الحياة هي في غرفة العمليات الجراحية، بهدف إجراء المريض الجراحة خلال ساعة من الحدث المؤلم، يبدو أن هذا صحيح في حالات النزيف الداخلي، وخاصة الإصابات المخترقة للجسم مثل طلقات نارية أو طعنات، وبالتالي، يتم قضاء وقت أقل في توفير الرعاية قبل دخول المستشفى (تثبيت العمود الفقري/ «آ بي سي»، أي ضمان مجرى الهواء والتنفس والدورة الدموية، ومراقبة النزيف الخارجي، التنبيب الرغامي) ويتم نقل الضحية في أسرع وقت ممكن إلى مركز الصدمات.
الهدف من علاج «المنظور والجري» هو نقل المريض في غضون عشر دقائق من وصوله، ومن هنا جاءت عبارة «البلاتين عشر دقائق» (بالإضافة إلى «الساعة الذهبية»)، التي يشيع استخدامها الآن في برامج الخدمات الطبية الطارئة التدريبية، «الإخبار والجري» هي طريقة تم تطويرها للتعامل مع الإصابة النفسية، بدلاً من المواقف الطبية الصارمة (مثل حالات الطوارئ القلبية أو التنفسية)، ومع ذلك، فقد يتغير هذا، على نحو متزايد، تشير البحوث حول إدارة احتشاء عضلة القلب التي تحدث خارج المستشفى، أو حتى داخل المستشفيات دون مختبرات تدخل تاجي بطريق الجلد الخاصة بهم، وأن وقت العلاج عامل مهم سريريًا في النوبات القلبية، وأن مرضى الإصابات قد لا يكون المرضى الوحيدين الذين يعتبر «الحمل والتنقل» مناسبًا سريريًا، في مثل هذه الظروف، فإن المعيار الذهبي هو قياس الوقت في رعاية القلب في حالات الطوارئ، كلما طال الوقت الفاصل، زاد الضرر الذي لحق عضلة القلب، والأكثر صعوبة في التشخيص على المدى الطويل للمريض، اقترح البحث الحالي في كندا أن أوقات قياس الوقت في رعاية القلب في حالات الطوارئ تكون أقل بشكل ملحوظ عندما يتم تحديد المرضى المناسبين بواسطة المسعفين في هذا المجال، بدلاً من غرفة الطوارئ، ثم يتم نقلهم مباشرة إلى مختبر تدخل تاجي بطريق الجلد قيد الانتظار، قلل برنامج احتشاء القلب (ارتفاع مقطع اس-تي) من وفيات احتشاء القلب في منطقة أوتاوا بنسبة 50%، في برنامج ذي صلة في تورنتو، بدأت الخدمات الطبية الطارئة في استخدام إجراء لإنقاذ مرضى احتشاء القلب من غرف الطوارئ بالمستشفيات بدون تدخل تاجي عبر الجلد، ونقلهم، على أساس طارئ، إلى مختبرات انتظار تدخل تاجي عبر الجلد في مستشفيات أخرى.

### خدمات الطبية الطارئة بقيادة طبيب

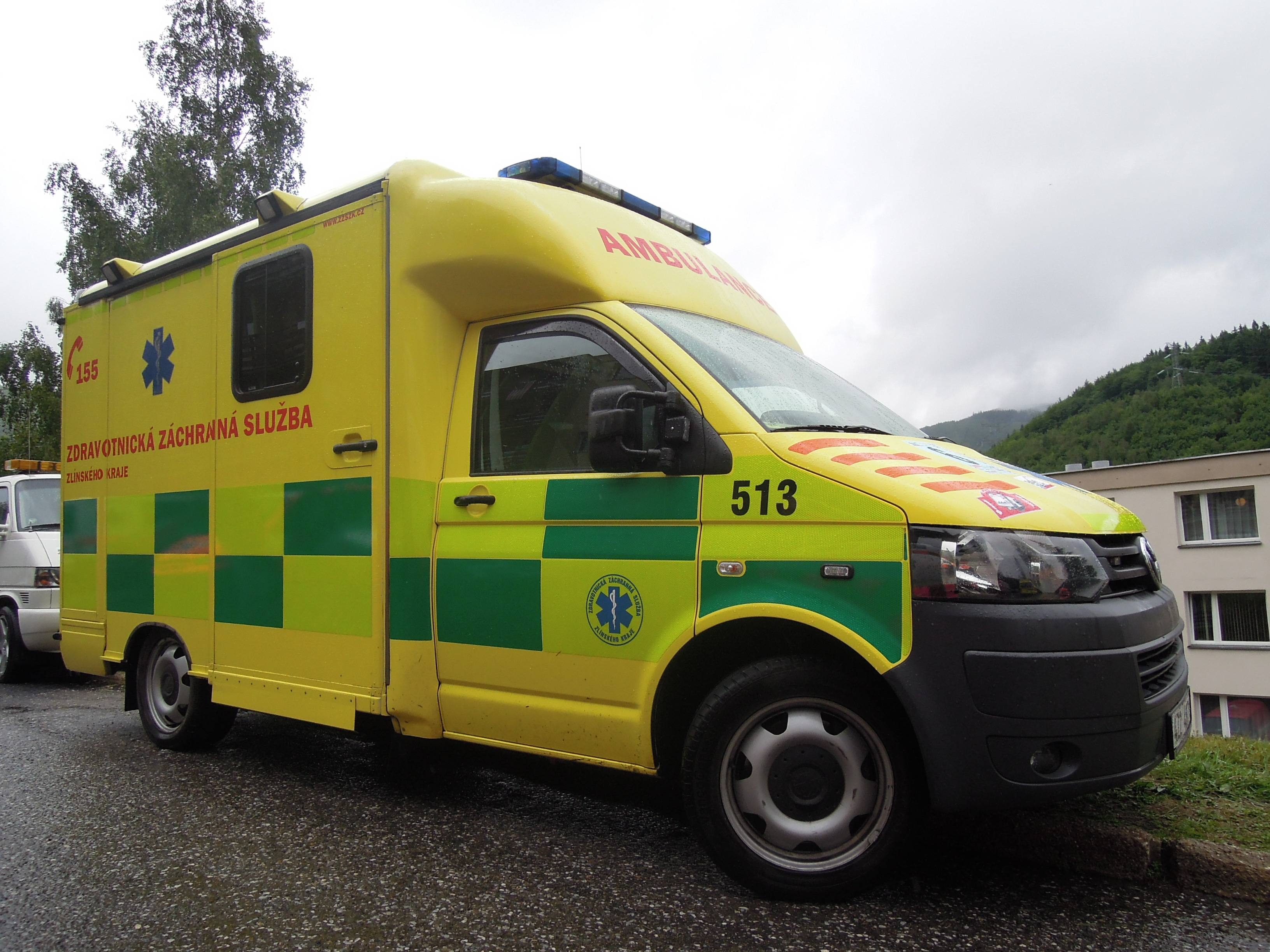
سيارة إسعاف في جمهورية التشيك

تُعرف الخدمات الطبية الطارئة التي يقودها الطبيب أيضًا بالنموذج الفرنسي الألماني، «البقاء واللعب»، «البقاء والاستقرار» أو «التأخير والعلاج»، في النظام الذي يقوده الطبيب ، يستجيب الأطباء مباشرةً لجميع حالات الطوارئ الكبرى التي تتطلب أكثر من مجرد الإسعافات الأولية البسيطة، سيحاول الأطباء علاج المصابين في مكان الحادث ولن ينقلوهم إلا إلى المستشفى إذا كان ذلك ضروريًا. إذا تم نقل المرضى إلى المستشفى ، فمن المرجح أن يذهبوا مباشرة إلى جناح بدلاً من قسم الطوارئ، البلدان التي تستخدم هذا النموذج تشمل فرنسا وبلجيكا ولوكسمبورغ وإيطاليا وإسبانيا والبرازيل وشيلي.
في بعض الحالات في هذا النموذج، مثل فرنسا، لا يوجد ما يعادل بشكل مباشر المسعف، يوفر الأطباء والممرضين (في بعض الحالات) جميع التدخلات الطبية للمريض، موظفو الإسعاف الآخرون ليسوا مدربين تدريباً طبياً ولا يوفرون سوى القيادة والرفع الثقيل، في التطبيقات الأخرى لهذا النموذج ، كما هو الحال في ألمانيا، يوجد ما يعادلها مسعف، لكنه مساعد للطبيب مع نطاق محدود من الممارسة، لا يُسمح لهم إلا بأداء إجراءات دعم الحياة المتقدمة إذا أذن لهم الطبيب، أو في الحالات التي تهدد فيها الحياة على الفور. تميل سيارات الإسعاف في هذا النموذج إلى أن تكون مجهزة بشكل أفضل بأجهزة طبية أكثر تطوراً، في جوهرها، لتوصيل قسم الطوارئ إلى المريض، يعتبر النقل عالي السرعة إلى المستشفيات ، في معظم الحالات، غير آمن على نحو غير ضروري، والأفضلية هي البقاء وتقديم رعاية نهائية للمريض حتى يكون مستقرًا طبيًا، ثم يتم النقل، في هذا النموذج، يمكن للطبيب والممرض أن يقوما بتوظيف سيارة إسعاف مع سائق، أو قد يوظفان مركبة استجابة سريعة بدلاً من سيارة إسعاف، مما يوفر الدعم الطبي للعديد من سيارات الإسعاف.

## طاقم الموظفين

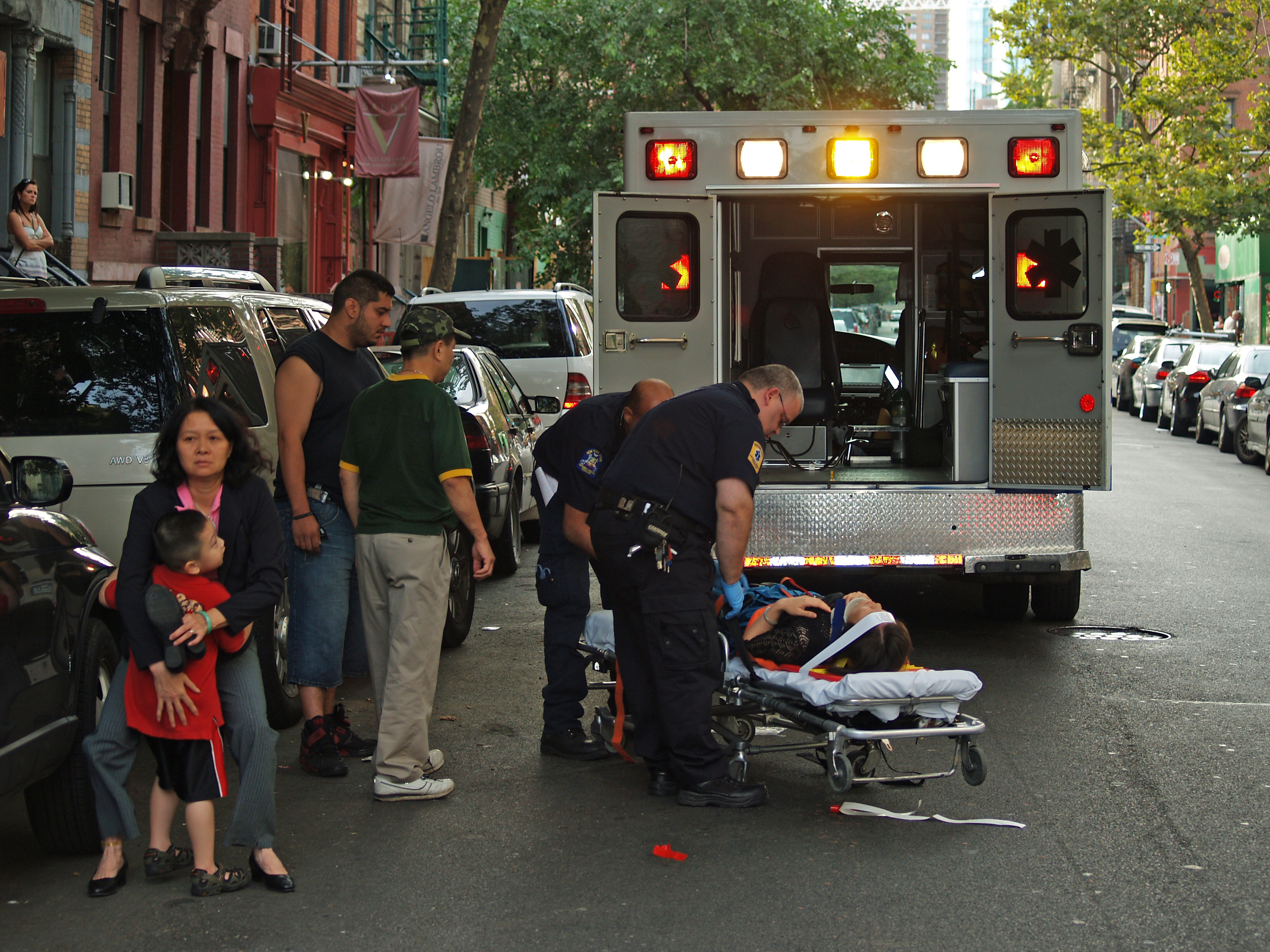
طاقم فني طبي الطوارئ في مدينة نيويورك

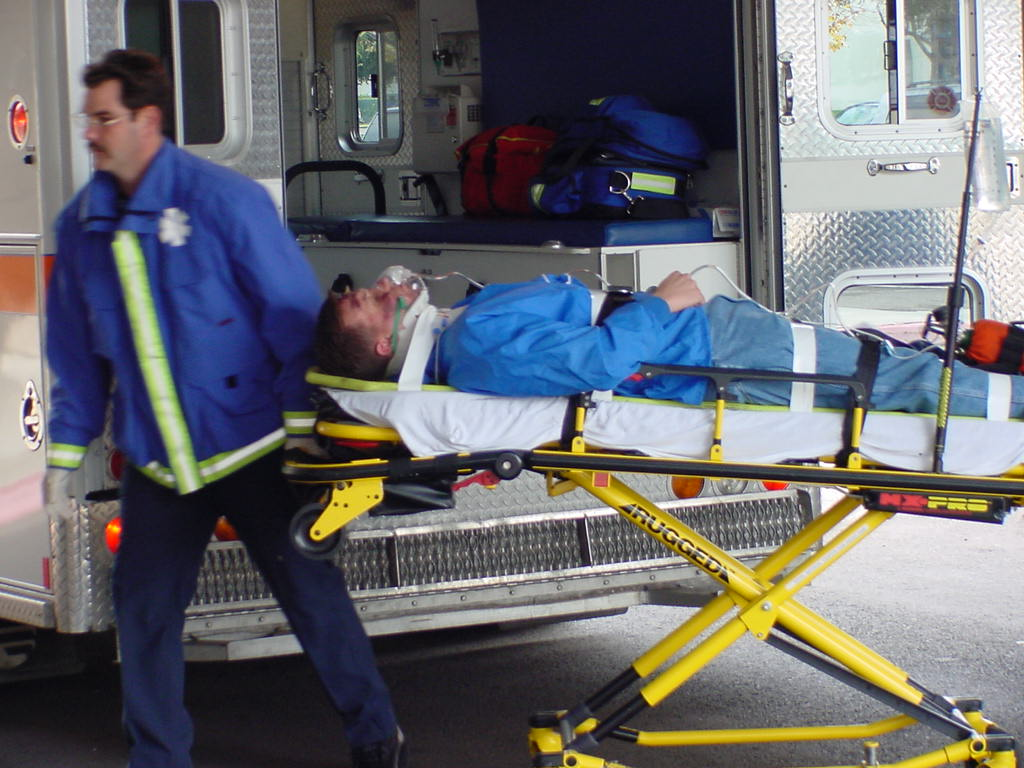
مريض يصل إلى المستشفى

مقدمو الرعاية في سيارة الإسعاف مهنون عمومًا وفي بعض البلدان يتم التحكم في استخدامها من خلال التدريب والتسجيل، على الرغم من أن هذه الوظائف محمية بموجب التشريعات في بعض البلدان، فإن هذه الحماية ليست بأي حال من الأحوال عالمية، ويمكن لأي شخص، على سبيل المثال، أن يطلق على نفسه «فني طب الطوارئ» أو «مسعف»، بغض النظر عن تدريبه، أو عدم وجوده، في بعض الولايات القضائية، يمكن تعريف الفنيين والمساعدين الطبيين بشكل أكبر من خلال البيئة التي يعملون فيها، بما في ذلك التسميات مثل «البرية» و «التكتيكية»، وما إلى ذلك.[بحاجة لمصدر]
يتمثل الجانب الفريد لنظام الإدارة البيئية في وجود تسلسلين هرميين للسلطة، حيث إن سلسلة القيادة منفصلة عن السلطة الطبية.

### دعم الحياة الأساسي (بي ال اس)

#### المستجيب الأول
قد يتم إرسال المستجيبين الأوائل لتقديم الإسعافات الأولية، في بعض الأحيان إلى مستوى متقدم، تشمل واجباتهم توفير رعاية فورية منقذة للحياة في حالة الطوارئ الطبية: الإسعافات الأولية المتقدمة بشكل شائع، وتزويدهم بالأكسجين، والإنعاش القلبي الرئوي، واستخدام مزيل الرجفان الخارجي الآلي، يعتبر تدريب المستجيب الأول كحد أدنى للعاملين في خدمة الطوارئ الذين قد يتم إرسالهم استجابةً لمكالمة طوارئ، يتم إرسال المستجيبين الأوائل عادة بواسطة خدمة الإسعاف للوصول بسرعة وتثبيت المريض قبل وصول سيارة الإسعاف ومساعدة طاقم الإسعاف.
وضعت بعض وكالات الخدمات الطبية الطارئة مخططات للمتطوعين، والتي يمكن إرسالها إلى الطوارئ الطبية قبل وصول سيارة الإسعاف، ومن الأمثلة على ذلك مخططات «مجتمع المستجيب الأول» التي تديرها خدمات الإسعاف في المملكة المتحدة وبرامج المتطوعين المماثلة التي تديرها خدمات الإطفاء في فرنسا، في بعض البلدان مثل الولايات المتحدة، قد يكون هناك مجموعات مستقلة من المستجيبين المتطوعين مثل فرق الإنقاذ، يمكن أيضًا نشر ضباط الشرطة ورجال الإطفاء الذين يقومون بمهمة خدمة طوارئ أخرى في هذا الدور، على الرغم من أن بعض رجال الإطفاء مدربون على مستوى طبي أكثر تقدماً، إلى جانب أول المستجيبين الذين يتم نشرهم في حالة الطوارئ، هناك آخرون قد يتمركزون في المناسبات العامة، تقدم كل من الحركة الدولية للصليب الأحمر والهلال الأحمر، وإسعاف سان جون الإسعافات الأولية في هذه الأدوار.

#### السائق
تقوم بعض الوكالات بفصل وظائف «السائق»، باستخدام طاقم قيادة سيارة إسعاف بدون مؤهل طبي (أو مجرد شهادة إسعافات أولية)، والتي تتمثل مهمتها في قيادة سيارات الإسعاف، على الرغم من استمرار هذا النهج في بعض البلدان ، مثل الهند، إلا أنه نادرًا بشكل متزايد، قد يتم تدريب سائقي سيارات الإسعاف على الاتصالات اللاسلكية وعمليات الإسعاف ومهارات القيادة في حالات الطوارئ.

#### السائق في الحالات الغير طارئة
تستخدم العديد من الدول موظفي الإسعاف الذين يقومون فقط بواجبات نقل المرضى في غير حالات الطوارئ (والتي يمكن أن تشمل حالات نقالة أو كرسي متحرك)، اعتمادًا على الموارد المتاحة، قد يتم تدريبهم على الإسعافات الأولية أو المهارات الموسعة مثل استخدام مزيل الرجفان الخارجي الآلي، والعلاج بالأكسجين، وتخفيف الآلام وغيرها من المهارات المنقذة للحياة أو الملطفة، في بعض الخدمات، قد توفر أيضًا تغطية للطوارئ في حالة عدم توفر وحدات أخرى، أو عندما يكون مصحوبًا بفني أو مسعف مؤهل تمامًا، يُعرف الدور باسم مساعد رعاية الإسعاف في المملكة المتحدة.

#### فني طب الطوارئ

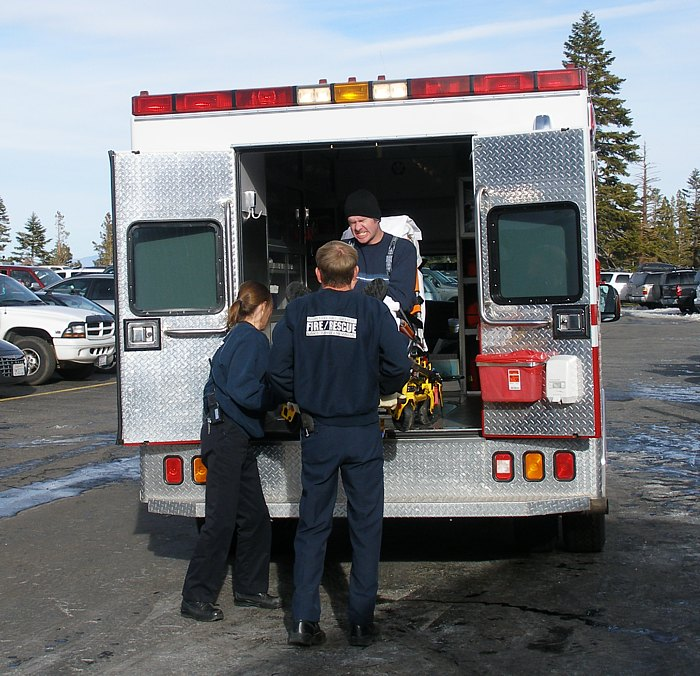
فنيو طب الطوارئ يعملون عل تحميل المريض في سيارة إسعاف

فنيو الطوارئ الطبية، المعروفون أيضًا باسم فنيي الإسعاف في المملكة المتحدة ووفنيو الطوارئ الطبية في الولايات المتحدة، في الولايات المتحدة، يتكون فنيو الطوارئ الطبية عادة من 3 مستويات: فنيو الطوارئ الطبية-أ، فنيو الطوارئ الطبية-ب، فنيو الإسعاف، أعيد تسمية السجل الوطني لمعايير فنيو الطوارئ الطبية التعليمية الجديدة لنظام الإدارة البيئية إلى مستويات على النحو التالي: المستجيب الطبي للطوارئ (أي ام ار)، فني طب الطوارئ، وفني طب الطوارئ المتقدم، والمسعف، عادة ما يكون فنيو الطوارئ قادرين على أداء مجموعة واسعة من مهارات رعاية الطوارئ، مثل إزالة الرجفان الآلي، ورعاية إصابات العمود الفقري والعلاج بالأكسجين، في بعض الولايات القضائية، يكون بعض الفنيون قادرون على أداء واجبات مثل وضع الكانيولات الوريدية، وإدارة عدد محدود من الأدوية، وإجراءات أكثر تقدما في مجرى الهواء، ومراقبة محدودة للقلب، معظم الإجراءات والمهارات المتقدمة ليست في نطاق الممارسة الوطنية لفني طب الطوارئ، على هذا النحو، تتطلب معظم الولايات تدريبات وشهادات إضافية لأداء أعلى من معايير المناهج الوطنية، في الولايات المتحدة، تتطلب شهادة فني طب الطوارئ دورات مكثفة وتدريبًا على المهارات الميدانية، تنتهي صلاحية الشهادة بعد عامين وتتطلب الحصول على 48 وحدة دراسية معتمدة (ائتمانات التعليم المستمر)، يجب أن يكون 24 من هذه الاعتمادات في دورات تنشيطية بينما يمكن أخذ الـ 24 ساعة الأخرى بطرق متنوعة مثل التدريب على القيادة في حالات الطوارئ، أو رعاية الأطفال، أو رعاية المسنين، وإصابات المحددة.

#### المرسل الطبي في حالات الطوارئ
تتمثل الإضافة الشائعة المتزايدة لنظام الخدمات الطبية الطارئة في استخدام موظفي الإرسال المدربين تدريباً عالياً الذين يمكنهم تقديم تعليمات (قبل الوصول) للمتصلين الذين يبلغون عن حالات الطوارئ الطبية، يستخدمون أساليب استجواب منظمة بعناية ويقدمون تعليمات برمجية للسماح للمتصلين أو المارة ببدء رعاية نهائية للمشاكل الحرجة مثل انسداد مجرى الهواء، النزيف، الولادة والسكتة القلبية، حتى مع زمن الاستجابة السريع من قِبل المستجيب الأول الذي تم قياسه بالدقائق، فإن بعض حالات الطوارئ الطبية تتطور في ثوانٍ، يوفر مثل هذا النظام، في جوهره، «وقت استجابة صفري»، ويمكن أن يكون له تأثير هائل على النتائج الإيجابية للمريض.

### دعم الحياة المتقدم (أ ال اس)

#### اخصائي طب طوارئ (باراميدك)

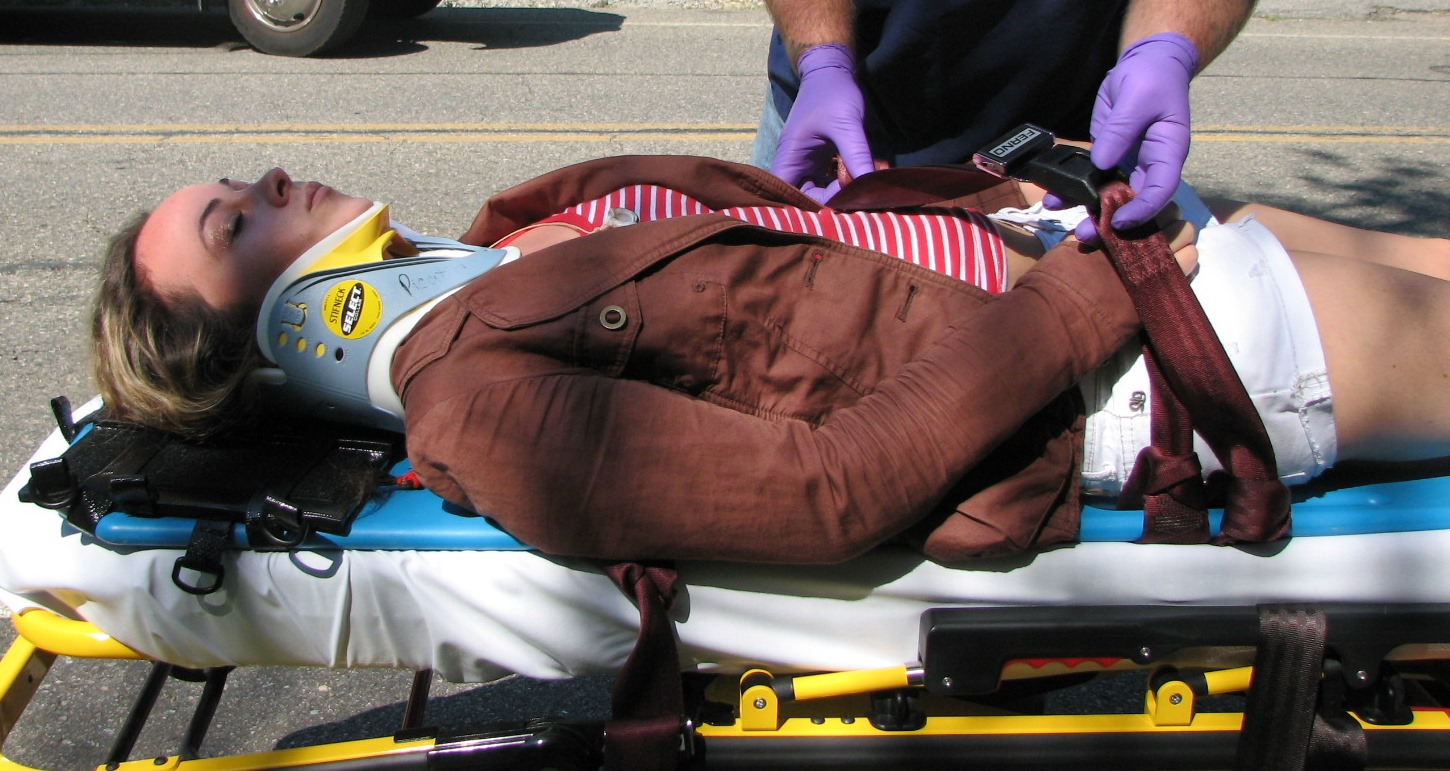
فتاة تعالج من قبل المسعفين

يتمتع المسعف بمستوى عالٍ من التدريب الطبي قبل المستشفى وعادةً ما يتضمن مهارات أساسية لا يؤديها الفنيون، بما في ذلك في كثير من الأحيان القنية (ومعه القدرة على استخدام مجموعة من الأدوية لتخفيف الألم وتصحيح مشاكل القلب وإجراء التنبيب داخل القصبة الهوائية)، مراقبة القلب، التنبيب الرغامي، بزل التامور، تقويم نظم القلب، إزالة الضغط عن طريق الإبرة وغيرها من المهارات مثل إجراء بضع الغشاء الحلقي والدرقي، تتمثل وظيفة المسعف الأكثر أهمية في تحديد وعلاج أي ظروف تهدد الحياة ثم تقييم المريض بعناية بحثًا عن الشكاوى أو النتائج الأخرى التي قد تتطلب علاجًا طارئًا، في العديد من البلدان، هذا هو حق شرعي، وقد يؤدي استخدامه دون الحصول على مؤهل ذي صلة إلى محاكمة جنائية، في الولايات المتحدة، يمثل المسعفون أعلى مستوى من الترخيص لرعاية الطوارئ قبل دخول المستشفى، بالإضافة إلى ذلك، توجد شهادات عديدة للمساعدين الطبيين مثل رعاية دعم الحياة المتقدم البرية، شهادة الإسعاف الجوي، والعناية المركزة في حالات الطوارئ وشهادة برنامج النقل الطبي.

#### مسعف الرعاية الحرجة
مسعف الرعاية الحرجة، والمعروف أيضًا باسم المسعف المتقدم أو ألقاب أخرى ، هو مسعف ذو تدريب إضافي للتعامل مع مرضى مصابين بأمراض خطيرة، غالبًا ما يعمل المسعفون في مجال الرعاية الحرجة في الإسعاف الجوي، والتي من المرجح أن يتم إرسالها إلى حالات الطوارئ التي تتطلب مهارات رعاية متقدمة، قد يعملون أيضا على سيارات الإسعاف البرية، التدريب والمهارات المسموح بها، ومتطلبات الشهادات تختلف من ولاية قضائية إلى أخرى، كما يختلف ما إذا كان قد تم تدريبهم خارجيًا من قبل جامعة أو هيئة مهنية «في المنزل» من قِبل وكالة الخدمات الطبية الطارئة الخاصة بهم.
هؤلاء المزودون لديهم مجموعة واسعة من الأدوية لعلاج الحالات الطبية المعقدة والإصابات الخطيرة، أمثلة على الأدوية هي الدوبامين والدوبوتامين والبروبوفول والدم ومنتجات الدم، تتضمن بعض الأمثلة على المهارات: أنظمة دعم الحياة التي تقتصر عادةً على وحدة العناية المركزة أو نظام مستشفى الرعاية الحرجة مثل أجهزة التنفس الصناعي الميكانيكية ومضخة البالون الأبهري ومراقبة منظم ضربات القلب الخارجية، اعتمادًا على التوجيه الطبي للخدمة ، يتم تدريب هؤلاء الموفرين على وضع واستخدام المراكز القيادية للأشعة فوق البنفسجية مثل القسطرة الوريدية السرية، القسطرة الشريانية السرية وبضع الغشاء الحلقي والدرقي وقسطر وريدي مركزي وقسطر شرياني وأنابيب الصدر.

#### مسعف ممارس/ ممارس الرعاية الطبية الطارئة
في المملكة المتحدة وجنوب إفريقيا، يتلقى بعض المسعفين تعليمًا جامعيًا إضافيًا ليصبحوا ممارسين بمفردهم، مما يمنحهم المسؤولية المطلقة عن حكمهم السريري، بما في ذلك القدرة على وصف الأدوية بشكل مستقل، بما في ذلك الأدوية المخصصة عادة للأطباء، مثل دورات المضادات الحيوية، أخصائي الرعاية في حالات الطوارئ هو موقف يشار إليه أحيانًا باسم «مسعف متقدم» ويهدف إلى سد الصلة بين رعاية الإسعاف ورعاية طبيب عام، ممارسو الرعية الطارئة هم خريجو الجامعة في الرعاية الطبية الطارئة أو المسعفين المؤهلين الذين خضعوا لمزيد من التدريب، ومصرح لهم بتنفيذ التقنيات المتخصصة، بالإضافة إلى ذلك، قد يصف البعض الأدوية (من قائمة محدودة) للحصول على رعاية طويلة الأجل، مثل المضادات الحيوية، فيما يتعلق بإعداد الرعاية الصحية الأولية، يتم تعليمهم أيضًا في مجموعة من تقنيات التشخيص.

### مهن الرعاية الصحية التقليدية

#### ممرض قانوني
وظيفة الممرض القانوني في بيئة ما قبل المستشفى أمر شائع في العديد من البلدان في بعض مناطق العالم، ويمثل الممرضون عامل الرعاية الصحية الأولية الذي يقدم خدمات طبية الطارئة، في الدول الأوروبية مثل فرنسا أو إيطاليا، كما وُظف الممرضون أيضًا كوسيلة لتوفير خدمات دعم الحياة المتقدم، قد يعمل هؤلاء الممرضون تحت الإشراف المباشر للطبيب، أو في الحالات النادرة بشكل مستقل، في بعض الأماكن في أوروبا، ولا سيما النرويج، لا يزال المسعفون موجودون، لكن دور «ممرض الإسعاف» ما زال يتطور، كما يُعتقد أن الممرضون قد يجلبون مهارات فريدة لبعض المواقف التي تواجهها أطقم الإسعاف.
في أمريكا الشمالية، وبدرجة أقل في أي مكان آخر في العالم الناطق باللغة الإنجليزية، تستخدم بعض الولايات القضائية ممرضين مدربين خصيصًا للقيام بأعمال النقل الطبي، معظمهم من العاملين في المجال الطبي أو مزودين خدمات نقل الرعاية الحرجة، وغالبًا ما يعملون بالتزامن مع فني أو مسعف أو طبيب في عمليات النقل في حالات الطوارئ، في الولايات المتحدة، تتمثل الوظائف الأكثر شيوعًا للممرضين القانونين في سيارات الإسعاف في نقل الرعاية الحرجة/ الرعاية المركزة المتنقلة، ونظام الإدارة الطبية الجوية، عادةً ما يطلب أصحاب العمل في الولايات المتحدة مثل هؤلاء الممرضات للحصول على شهادات إضافية تتجاوز ترخيص التمريض الأساسي، أربع ولايات فردية لديها ترخيص للعناية المركزة أو ممرض ما قبل دخول المستشفى أعلى من المسعفين، تسمح العديد من الولايات للممرضين القانونين بأن يصبحوا أيضًا مسعفين قانونين وفقًا لدورهم في فريق خدمات الطبية الطارئة، في إستونيا 60% من فرق الإسعاف يقودها ممرض، يمكن لممرض الإسعاف تنفيذ جميع إجراءات الطوارئ تقريبًا وإدارة الأدوية قبل دخول المستشفى مثل الأطباء في إستونيا، في هولندا يتم تشغيل جميع سيارات الإسعاف بممرض قانوني مع تدريب إضافي على التمريض في حالات الطوارئ، والتخدير أو الرعاية الحرجة، وسائق تقني الحالات الطبية الطارئة، في السويد منذ عام 2005، يجب تزويد جميع سيارات الإسعاف في حالات الطوارئ بممرض واحد على الأقل قانوني، حيث لا يُسمح إلا للممرضين بإعطاء الأدوية، في إسبانيا يجب أن يكون في سيارات الإسعاف دعم الحياة المتقدم ممرض قانوني، في فرنسا منذ عام 1986، أصبح لدى سيارات الإسعاف التي تعتمد على إدارة الإطفاء خيار توفير خدمة الإنعاش باستخدام الممرضين المدربين خصيصًا للعمل على البروتوكولات.

#### الطبيب
في البلدان التي بها نموذج الخدمات الطبية الطارئة بقيادة الطبيب، مثل فرنسا وإيطاليا والبلدان الناطقة بالألمانية (ألمانيا وسويسرا والنمسا) وإسبانيا، يستجيب الأطباء لجميع الحالات التي تتطلب أكثر من الإسعافات الأولية الأساسية، في بعض إصدارات هذا النموذج (مثل فرنسا وإيطاليا وإسبانيا)، لا يوجد ما يعادل مباشرة مسعف، حيث يتم تنفيذ دعم الحياة المتقدم من قبل الأطباء، في البلدان الناطقة بالألمانية، يعد المسعفون مساعدين لأطباء الإسعاف (يُطلق عليهم اسم طبيب الطوارئ)، في هذه البلدان، إذا كان الطبيب حاضرًا، يطلب المسعفون إذنًا من الطبيب لإدارة علاجات مثل إزالة الرجفان والأدوية، إذا لم يكن هناك طبيب في مكان الحادث وكانت هناك حالة تهدد الحياة، فقد يقوموا بإدارة العلاجات التي تتبع تعليمات الطبيب.
في البلدان التي تقود فيها خدمات الطبية الطارئة من قبل المسعفين، قد لا تزال خدمة الإسعاف تستخدم أطباء، قد يعملون على مركبات الاستجابة المتخصصة، مثل الإسعاف الجوية في المملكة المتحدة، قد يقدمون أيضًا النصيحة ويضعون بروتوكولات للعلاج، مع قيام المدير الطبي بدور المستشار الطبي في خدمة الإسعاف.

## خدمات الطوارئ الطبية التخصصية

### الإسعاف الجوي
غالبًا ما يكمل الإسعاف الجوي خدمة الإسعاف البري، في بعض المناطق البعيدة، قد يشكلون حتى خدمة الإسعاف الرئيسية، مثل العديد من الابتكارات في خدمات طبية طارئة، تم استخدام الطائرات الطبية لأول مرة في الجيش، كانت واحدة من أولى عمليات إنقاذ الطائرات المسجلة في أحد الضحايا في عام 1917 في تركيا، عندما تم نقل جندي من فيلق الجمل الذي أصيب برصاص في الكاحل إلى المستشفى في دي هافيلاند DH9، في عام 1928، تم تأسيس أول خدمة طبية جوية مدنية في أستراليا لتوفير الرعاية الصحية للأشخاص الذين يعيشون في المناطق البعيدة من المناطق الريفية النائية في استراليا، أصبحت هذه الخدمة خدمة طبيب الطيران الملكي، كان استخدام طائرات الهليكوبتر رائدًا في الحرب الكورية، حيث تم تقليل الوقت اللازم للوصول إلى منشأة طبية من 8 ساعات إلى 3 ساعات في الحرب العالمية الثانية، ومرة أخرى إلى ساعتين في حرب فيتنام.
يمكن أن تسافر الطائرات بشكل أسرع وتعمل في منطقة تغطية أوسع من سيارة الإسعاف البرية، لديهم ميزة خاصة لإصابات الرضوض الخطيرة، تشير النظرية الراسخة للساعة الذهبية إلى أنه ينبغي نقل مرضى الرضوض الخطيرة في أسرع وقت ممكن إلى مركز متخصص للرضوض، لذلك، يمكن للمستجيبين الطبيين في طائرة هليكوبتر توفير مستوى أعلى من الرعاية في مكان الحادث، ونقل أسرع إلى مستشفى متخصصوالرعاية الحرجة أثناء الرحلة، المشكلة هي أنه قد يكون من الخطر بالنسبة لهم أن يطيروا في طقس سيء.

### التكتيكية (المنطقة الخطرة)

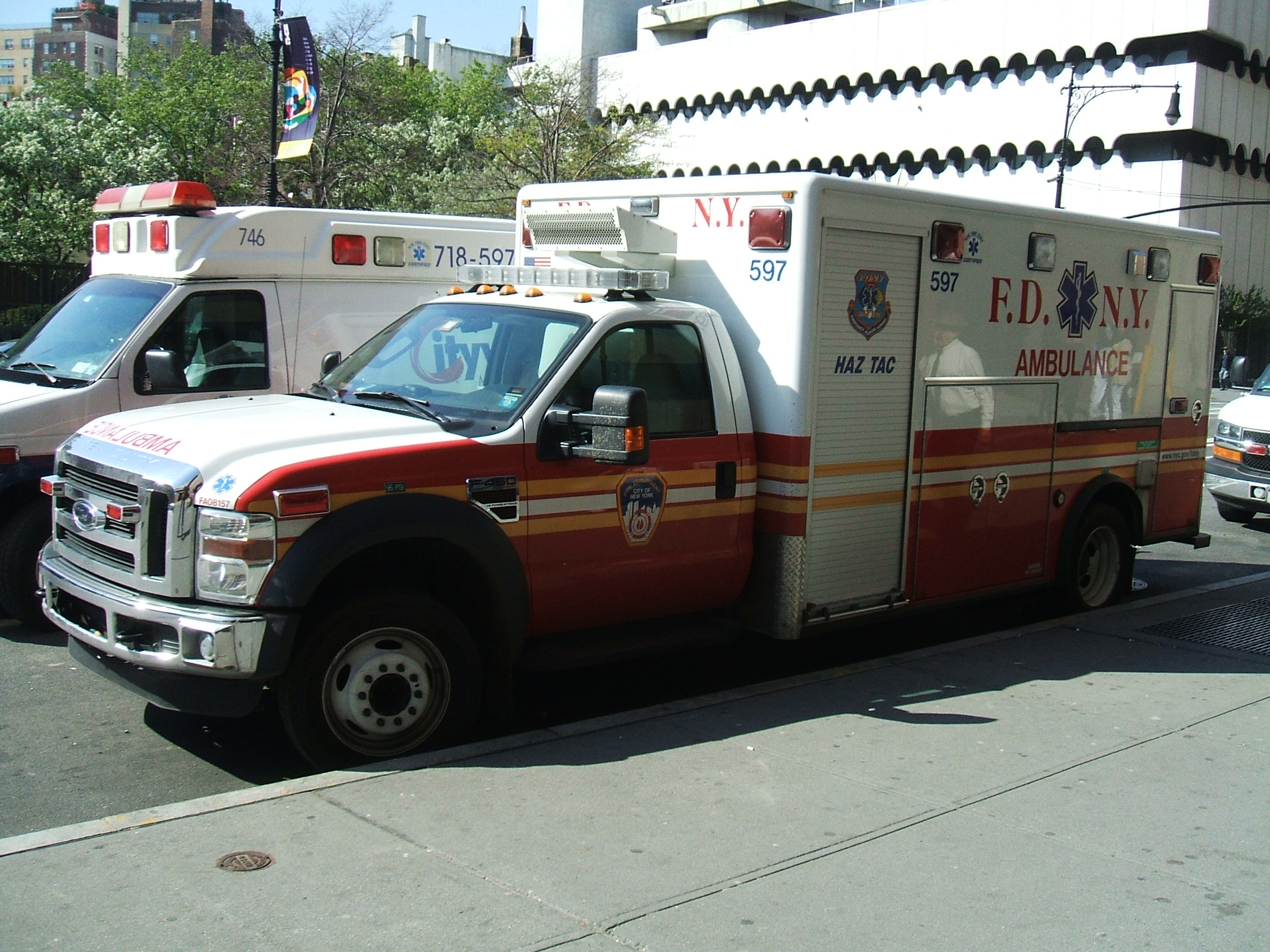
إدارة إطفاء الحرائق في مدينة نيويورك

أنشأت بعض وكالات الإدارة البيئية فرقًا متخصصة لمساعدة المصابين في الحوادث الكبرى أو الأوضاع الخطيرة، وتشمل هذه العمليات الشرطة التكتيكية، والتفجيرات، والمواد الخطرة، وانهيار المباني، والحرائق والكوارث الطبيعية، في الولايات المتحدة، غالبًا ما تُعرف باسم فرق الخدمات الطبية الطارئة التكتيكية وغالبًا ما يتم نشرها جنبًا إلى جنب مع فرق الشرطة (الأسلحة والتكتيكات الخاصة)،إن ما يعادله في خدمات الإسعاف في المملكة المتحدة هو فريق الاستجابة للمناطق الخطرة.

### البرية
تم تطوير أنظمة تشبه أنظمة الخدمات الطبية الطارئة البرية لتوفير الاستجابات الطبية في المناطق النائية، والتي قد يكون لها احتياجات مختلفة بشكل كبير عن منطقة حضرية، ومن الأمثلة على ذلك دورية التزلج الوطنية أو مؤتمر البحث والإنقاذ الأبلاشن المستجيب (مقره الولايات المتحدة)، مثل مقدمي خدمات الطبية الطارئة التقليديين، لا يزال يتعين على جميع مزودي الخدمات الطبية الطارئة في البرية العمل تحت إشراف طبي مباشر أو غير مباشر، لمساعدة الأطباء في المهارات اللازمة لتوفير هذه الرقابة، دعمت كل من الجمعية البرية الطبية والرابطة الوطنية لأطباء لخدمات الطبية الطارئة بشكل مشترك تطوير دورة تدريبية فريدة من نوعها في عام 2011 بعنوان ""المدير الطبي لخدمات الطوارئ الطبية"، التي استشهدت بها مجلة الطوارئ للخدمات الطبية باعتبارها واحدة من أفضل 10 ابتكارات للخدمات الطبية الطارئة لعام 2011، تشمل المهارات التي يتم تدريسها في دورات التقنيات الطبية الطارئة الطبية البرية والتي تتجاوز نطاق ممارسة التقنيات الطبية الطارئة الأساسية:القسطرة، وإعطاء المضادات الحيوية، واستخدام أجهزة مجرى الهواء (مثل أنبوب حنجري)، التنبيب الأنفي المعوي، والخياطة البسيطة، ومع ذلك، فإن نطاق الممارسة للتقنيات الطبية الطارئة البرية لا تزال تندرج تحت مستوى الرعاية دعم الحياة الأساسي، توفر العديد من المنظمات التدريب الطبي الطارئ البري، بما في ذلك المدارس الخاصة، المنظمات غير الهادفة للربح مثل مركز الأبلاشن للطب البري، ومعهد الخدمات الطبية الطارئة البرية، الفروع العسكرية ، كليات المجتمع والجامعات.

## روابط خارجية
- Emergency Medical Services على مشروع الدليل المفتوح